# Queensland
Queensland (pronunciación en inglés: /ˈkʰwiːnzlʲəndʲ/; abreviado como Qld) es uno de los seis estados que, junto con los dos territorios continentales y los seis insulares, conforman la Mancomunidad de Australia. Está situado al noreste del país, limitando al norte y al oeste con el golfo de Carpentaria, al este con el mar del Coral (océano Pacífico), al sur con Nueva Gales del Sur, al suroeste con Australia Meridional y al oeste con el Territorio del Norte. Al norte se encuentra el estrecho de Torres, que lo separa de Papúa Nueva Guinea, ubicado a menos de 200 km, al otro lado del continente. Con 1 852 642 km² es la sexta subdivisión de país más grande del mundo y el segundo estado o territorio más extenso del país —por detrás de Australia Occidental.
Su capital y ciudad más poblada es Brisbane.
El 15 de mayo de 2017, Queensland superó los 5 millones de habitantes —el tercer estado más poblado del país— que se concentran a lo largo de la costa y particularmente en el Sureste del estado. La capital y ciudad más grande es Brisbane, la tercera ciudad más grande de Australia. Queensland tiene 10 de las 30 ciudades más grandes de Australia —Gold Coast, Sunshine Coast, Townsville, Cairns, Toowoomba, Mackay, Rockhampton, Bundaberg y Hervey Bay— y es la tercera economía mayor del país. Conocido a menudo como el «Estado del Sol» (Sunshine State), el turismo —propiciado en gran parte por su clima cálido, ya que buena parte del estado está en la zona tropical—, es su principal sector, junto con la agricultura y las actividades derivadas de la explotación de los recursos naturales. Otros centros regionales importantes son Logan City, Redland City, Ipswich, Ingham y Mount Isa.
Queensland fue habitado por aborígenes australianos e isleños del estrecho de Torres, que llegaron entre 40 000−65 000 años, según sea el método de datación. El primer europeo en desembarcar en Queensland (y en Australia) fue el navegante neerlandés Willem Janszoon en 1606, que exploró la costa oeste de la península del Cabo York cerca de la actual Weipa. En 1770, el teniente James Cook reclamó la costa oriental de Australia para el reino de Gran Bretaña. La colonia de la Corona británica de Nueva Gales del Sur —que en ese momento, incluía todo lo que ahora es Queensland, Victoria y Tasmania— fue fundada en 1788 por el gobernador Arthur Phillip en Sídney. Queensland fue explorado en las décadas posteriores hasta el establecimiento en 1824 de la colonia penal de Bahía de Moreton, hoy Brisbane, por John Oxley. El transporte penal cesó en 1839 y se permitió el libre asentamiento a partir de 1842.
El estado fue nombrado en honor de la reina Victoria, que el 6 de junio de 1859 firmó las Letters Patent que autorizaban la separación de Queensland de la colonia de Nueva Gales del Sur. El Día de Queensland se celebra anualmente en todo el estado esa misma fecha, 6 de junio. Queensland fue una de las seis colonias que se convirtieron en los estados fundadores de Australia con la federación el 1 de enero de 1901. Es el único estado australiano con un sistema legislativo unicameral, el Parlamento de Queensland.

## Toponimia
El estado fue nombrado en honor de la Reina (Queen, en inglés) Victoria del Reino Unido, que el 6 de junio de 1859 firmó la proclamación que le separa del estado de Nueva Gales del Sur. En ese momento, la reina Victoria era una monarca muy popular, y que prefería Cooksland para la nueva colonia, que había sido sugerido por el influyente ministro local presbiteriano John Dunmore Lang en honor del navegante inglés James Cook.

## Historia

### Contacto preeuropeo
Queensland fue una de las regiones más grandes de la población aborigen precolonial en Australia. Se cree que la propiedad aborigen de Queensland es anterior a los 50,000 aC, y se cree que los primeros migrantes llegaron a través del barco o el puente terrestre a través del Estrecho de Torres. A través del tiempo, sus descendientes se convirtieron en más de 90 grupos de lenguaje y cultural diferentes.
Durante la última Edad de Hielo, el paisaje de Queensland se volvió más árido y en gran medida desolado, haciendo que la comida y otros suministros escaso. Las personas desarrollaron la primera tecnología de matrimonio de semillas del mundo. El final del período glacial provocó un clima de calentamiento, haciendo que la tierra sea más hospitalaria. Trajo altas lluvias a lo largo de la costa oriental, estimulando el crecimiento de las selvas tropicales del estado. 
Las Islas Estrecho de Torres albergan a los pueblos de los isleños del estrecho de Torres. Los isleños del Estrecho de Torres son distintos étnica y culturalmente de los pueblos aborígenes continentales. Tienen una larga historia de interacción con ambos pueblos aborígenes de lo que ahora es Australia y los pueblos de Nueva Guinea.

### Colonización europea
En febrero de 1606, el navegante holandés Willem Janszoon desemarco cerca del sitio de lo que ahora es Weipa, en la costa occidental de Cabo York. Este fue el primer contacto registrado de un europeo en Australia, y también marcó el primer contacto reportado entre los europeos y los aborígenes de Australia. La región también fue explorada por exploradores franceses y españoles (comandados por Louis Antoine de Bougainville y Luís Váez de Torres, respectivamente) antes de la llegada del teniente James Cook en 1770. Cook reclamó la costa este bajo instrucciones del rey Jorge III del Reino del Reino de Gran Bretaña el 22 de agosto de 1770 en la isla de posesión de 1770 en la isla de Eastern Australia.

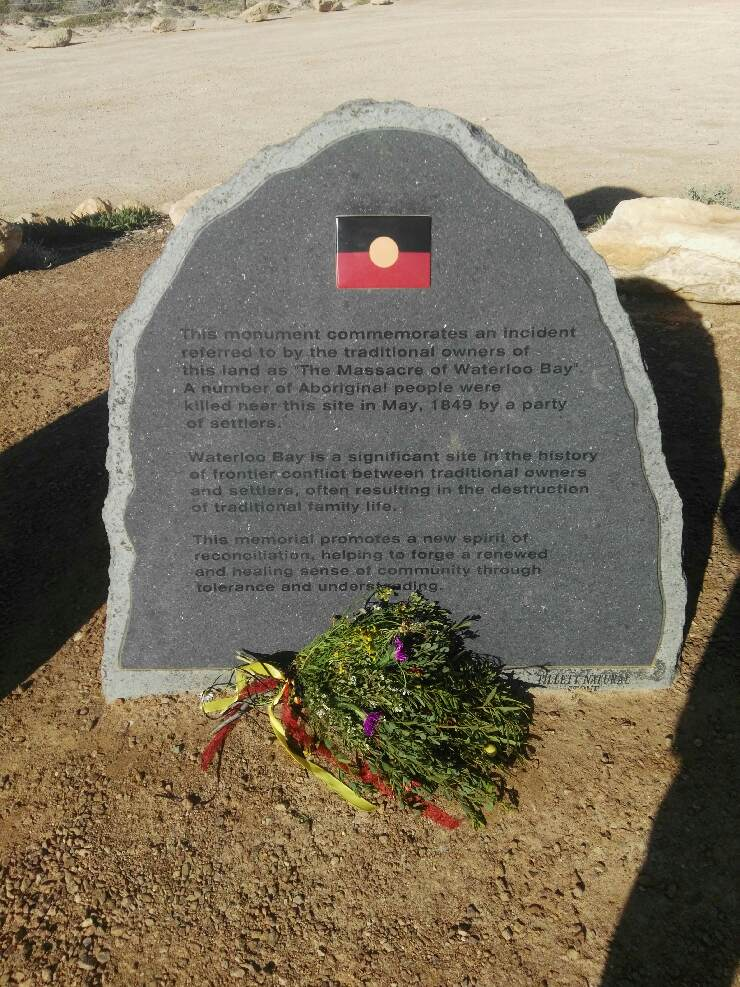
Placa conmemorando la masacre de la Bahía de Waterloo en Queensland en 1849

La población aborigen disminuyó significativamente después de una epidemia de viruela a fines del siglo XVIII y masacres por parte de los colonos europeos.
En 1823, John Oxley, un explorador británico, navegó hacia el norte de lo que ahora es Sydney para explorar posibles sitios de colonias penales en Gladstone (entonces Port Curtis) y Moreton Bay. En Moreton Bay, encontró el río Brisbane. Regresó en 1824 y estableció un acuerdo penal en lo que ahora es Redcliffe. El acuerdo, inicialmente conocido como Edenglassie, se transfirió a la ubicación actual del centro de la ciudad de Brisbane. Edmund Lockyer descubrió afloramientos de carbón a lo largo de las orillas del río Superior Brisbane en 1825. En 1839 cesó el transporte de convictos, que culminó en el cierre del asentamiento penal de Brisbane. En 1842, el acuerdo gratuito, que ya había comenzado, se permitía oficialmente. En 1847, el puerto de Maryborough se abrió como un puerto de lana. Si bien la mayoría de los primeros inmigrantes vinieron de Nueva Gales del Sur, el primer barco inmigrante libre que llegó a la Bahía de Moreton desde Europa fue Artemisia, en 1848.
Antes de este barco de inmigrantes fue la llegada de las chicas huérfanas de hambruna irlandesa a Queensland. Indeperrado por el entonces Secretario de Estado británico de las Colonias, el esquema Earl Gray estableció un esquema de emigración especial que fue diseñado para reasentar a las niñas indigentes de las casas de trabajo de Irlanda durante la gran hambruna. El primer barco, el "Earl Grey", partió de Irlanda para una vela de 124 días a Sydney. Después de la controversia desarrollada a su llegada a Australia, un pequeño grupo de 37 jóvenes huérfanos, a veces conocidos como las niñas de Belfast o los Feisty Colleens, nunca pisó el suelo de Sydney, y en su lugar navegó a Brisbane (entonces Moreton Bay) el 21 de octubre de 1848 a bordo de Ann Mary. Este esquema continuó hasta 1852.
En 1857, el primer faro de Queensland fue construido en Cape Moreton.

### Guerras fronterizas y masacres
Las guerras fronterizas libradas entre colonos europeos y tribus aborígenes en Queensland fueron las más sangrientas y brutales de la Australia colonial. Muchos de estos conflictos son hoy vistos como actos de genocidio.

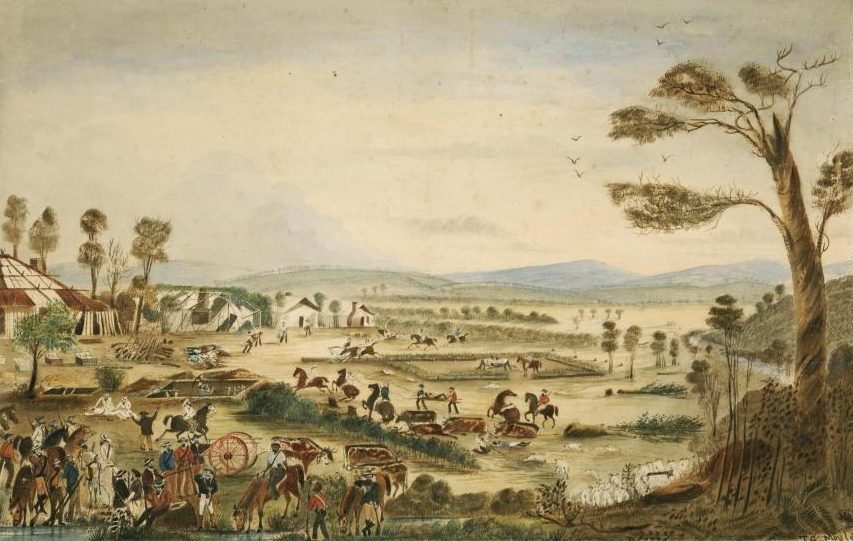
Representación de la Tragedia de Wills de 1861

Estas guerras incluyeron las masacres más frecuentes contra pueblos indígenas, las tres masacres más mortales contra colonos blancos, la fuerza policial fronteriza más infame y el mayor número de víctimas blancas por violencia en la frontera registrado en cualquier colonia australiana. En al menos 644 enfrentamientos, se estima que murieron al menos 66,680 personas —de las cuales no menos de 65,180 eran aborígenes. Entre estas muertes, alrededor de 24,000 aborígenes (hombres, mujeres y niños) fueron asesinados por la Policía Nativa entre 1859 y 1897.
La fuerza militar del Gobierno de Queensland en esta guerra fue la Policía Nativa, que operó desde 1849 hasta la década de 1920. Esta fuerza consistía en soldados aborígenes y de las Islas del Estrecho de Torres bajo el mando de oficiales blancos. A menudo, los reclutas eran forzados y provenientes de comunidades distantes.
El conflicto se intensificó rápidamente con el asentamiento libre en 1838, expandiéndose velozmente hacia las tierras circundantes en Darling Downs, Logan, los valles de Brisbane y South Burnett desde 1840, lo que llevó a enfrentamientos generalizados y gran pérdida de vidas. Más tarde, el conflicto se extendió al norte, hacia Wide Bay, el río Burnett y la región de Hervey Bay. En cierto momento, el asentamiento de Maryborough estuvo prácticamente sitiado.
Las masacres mejor documentadas en el sureste de Queensland fueron los envenenamientos de Kilcoy y Whiteside, en los que se dice que hasta 70 aborígenes murieron tras recibir como "regalo" harina mezclada con estricnina. En la Batalla de One Tree Hill en septiembre de 1843, Multuggerah y su grupo emboscaron a un grupo de colonos, derrotándolos junto con otros en posteriores escaramuzas, en represalia por el envenenamiento de Kilcoy.
El centro de Queensland fue duramente golpeado durante las décadas de 1860 y 1870. Varios relatos mencionan la masacre de Skull Hole, Bladensburg o Mistake Creek, en la estación Bladensburg cerca de Winton, donde en 1901 se afirma que murieron hasta 200 aborígenes. Guerreros indígenas mataron a 19 colonos en la masacre de Cullin-La-Ringo el 17 de octubre de 1861. En las semanas posteriores, policías, policía nativa y civiles asesinaron hasta 370 miembros del pueblo aborigen Gayiri como represalia.
La violencia fronteriza alcanzó su punto máximo en el norte, en las zonas mineras durante la década de 1870, especialmente en el distrito de Cook y en los campos auríferos de los ríos Palmer y Hodgkinson, con gran pérdida de vidas aborígenes y varias masacres conocidas. Las incursiones del pueblo Kalkadoon impidieron el asentamiento de colonos en el oeste de Queensland durante diez años, hasta septiembre de 1884, cuando atacaron a un grupo de colonos y policía nativa en Battle Mountain, cerca de la actual Cloncurry. La batalla posterior resultó desastrosa para los Kalkadoon, que sufrieron graves pérdidas. Sin embargo, los enfrentamientos continuaron en el norte de Queensland, donde los pueblos originarios atacaban ganado y ovejas, mientras que la Policía Nativa respondía con masacres represivas.

### Tráfico de personas del Pacífico

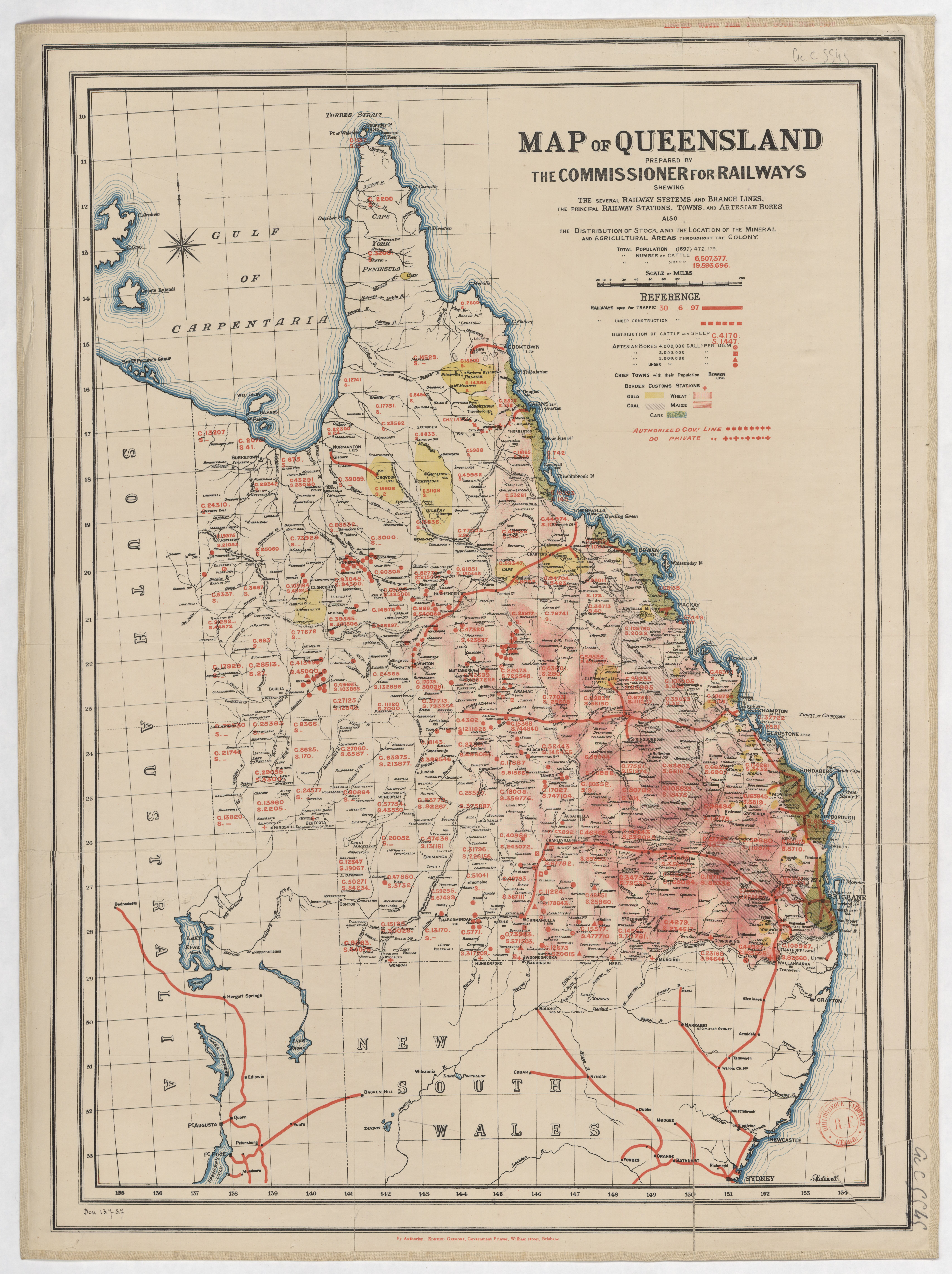
Mapa de Queensland en 1899

Decenas de miles de isleños del Pacífico Sur fueron forzados, engañados o coaccionados para trabajar como sirvientes contratados o esclavos en las plantaciones agrícolas de Australia, a pesar de que la esclavitud ya había sido prohibida en Australia y en otras partes del Imperio Británico por la Ley de Abolición de la Esclavitud de 1833. Este proceso se conoció como blackbirding.
Este comercio de personas —entonces conocidos como "Kanakas"— funcionó entre 1863 y 1908, durante 45 años. Entre 55,000 y 62,500 personas fueron llevadas a Australia, en su mayoría reclutadas o capturadas en islas de Melanesia como las Nuevas Hébridas (hoy Vanuatu), las Islas Salomón y las islas cercanas a Nueva Guinea.
La mayoría eran hombres, y alrededor de una cuarta parte tenía menos de dieciséis años. Aproximadamente 15,000 isleños (30%) murieron mientras trabajaban en Queensland, sin contar aquellos que fallecieron durante el tránsito o fueron asesinados en el proceso de reclutamiento. Esto se asemeja a la tasa de mortalidad del 33% entre africanos esclavizados durante sus primeros tres años en América, Brasil y el Caribe; las condiciones eran comparables a las del comercio transatlántico de esclavos.
Este comercio fue legalmente autorizado y regulado bajo las leyes de Queensland. Empresarios ''prominentes'' como Robert Towns acumularon enormes fortunas mediante el blackbirding, contribuyendo a la fundación de varias ciudades importantes de Queensland. Un agente de Towns llegó a afirmar que los trabajadores capturados eran “salvajes que no conocían el uso del dinero”, y por lo tanto no merecían recibir salario en efectivo.
Tras la Federación en 1901, entró en vigor la política de “Australia Blanca”, que llevó a la deportación masiva de trabajadores extranjeros bajo la Ley de Trabajadores Isleños del Pacífico de 1901, lo que provocó una rápida disminución de la población isleña del estado

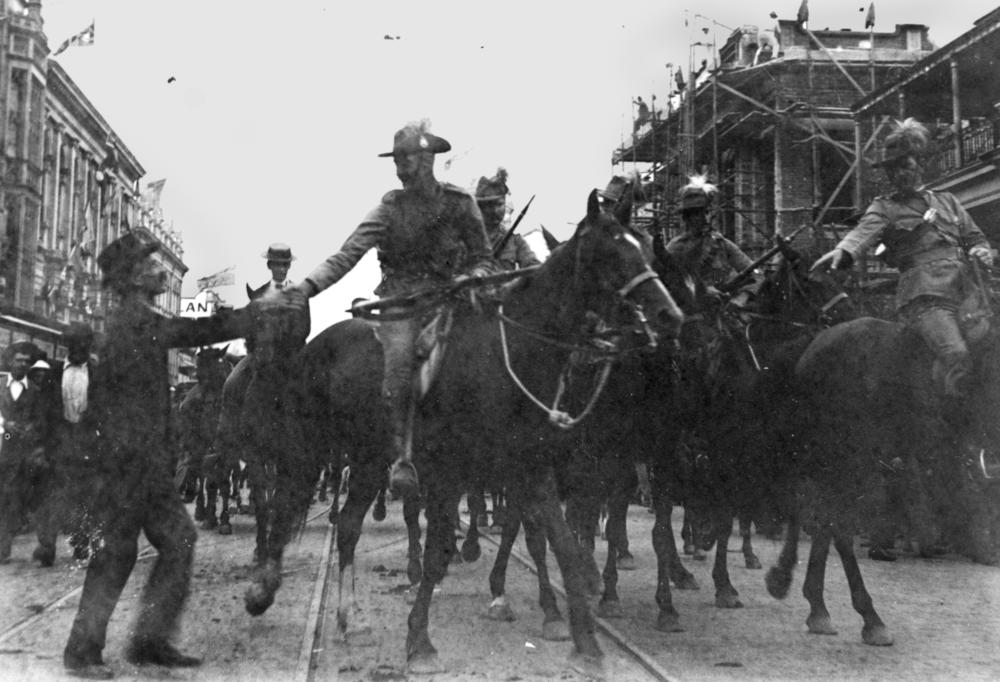
Contingente de Soldados en Queensland partiendo al guerra contra los Boers en Sudáfrica en 1899

### Queensland como colonia y estado australiano
Una reunión pública se celebró en 1851 para considerar la propuesta de separación de Queensland del territorio de Nueva Gales del Sur. El 6 de junio de 1859, la reina Victoria firmó cartas patentes para establecer la colonia separada de Queensland como una colonia de la Corona con autogobierno y gobierno responsable. Brisbane fue seleccionada como la ciudad capital. El 10 de diciembre de 1859, George Bowen, el primer gobernador de Queensland, leyó una proclamación que establecía formalmente a Queensland como colonia independiente de Nueva Gales del Sur. El 22 de mayo de 1860 se celebraron las primeras elecciones en Queensland, y Robert Herbert, secretario privado de Bowen, fue nombrado como el primer primer ministro (Premier) del estado.
En 1865 se inauguró la primera línea ferroviaria del estado, entre Ipswich y Grandchester. La economía de Queensland se expandió rápidamente en 1867 tras el descubrimiento de oro por parte de James Nash en el río Mary, cerca del pueblo de Gympie. Este hallazgo provocó una fiebre del oro que ayudó a rescatar a la colonia de un colapso económico inminente. Aunque significativa, la fiebre del oro en Queensland fue de menor escala que las de Victoria y Nueva Gales del Sur.
La inmigración hacia Australia, y en particular a Queensland, comenzó en la década de 1850 para apoyar el desarrollo económico. Entre las décadas de 1860 y principios del siglo XX, numerosos trabajadores conocidos como kanakas fueron llevados desde naciones vecinas del Pacífico para trabajar en los campos de caña de azúcar del estado. Algunos de ellos habían sido secuestrados mediante un proceso conocido como blackbirding o reclutamiento forzado (press-ganging), y sus condiciones laborales constituían una forma supuestamente explotadora de trabajo por contrato. A partir de la década de 1890, inmigrantes italianos también ingresaron al sector de la caña de azúcar.
Durante la década de 1890, las seis colonias australianas, incluida Queensland, celebraron una serie de referendos que culminaron en la Federación de Australia el 1 de enero de 1901. En ese momento, Queensland tenía una población de medio millón de personas. Desde entonces, ha permanecido como estado federado dentro de Australia, y su población ha crecido de manera significativa.

### Desde elsigloXX

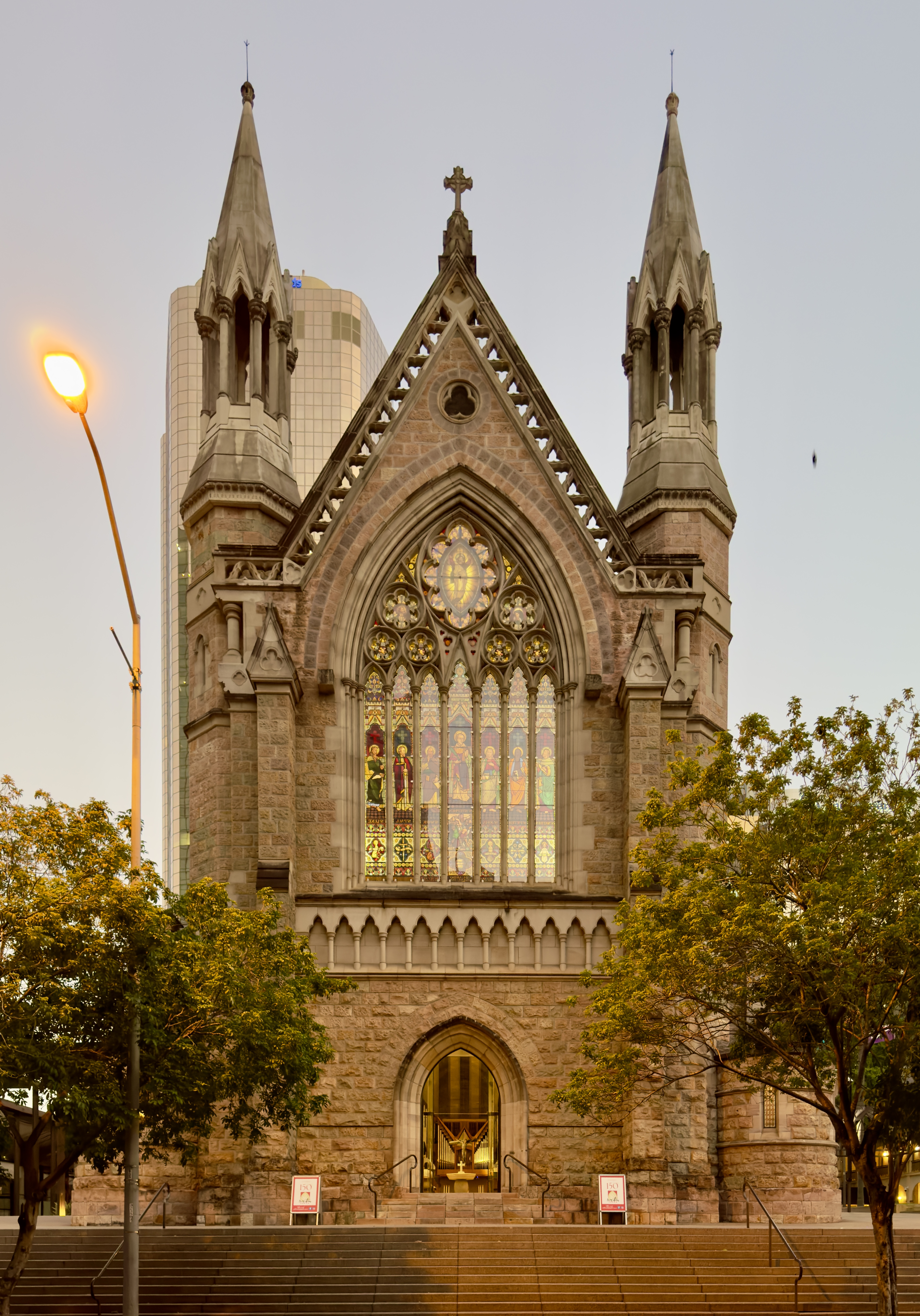
La Catedral de San Esteban en Brisbane data de 1922

En 1905, las mujeres votaron por primera vez en elecciones estatales. La primera universidad del estado, la Universidad de Queensland, fue fundada en Brisbane en 1909. En 1911, se desarrollaron en Queensland los primeros tratamientos alternativos contra la polio, que continúan utilizándose en todo el mundo.
La Primera Guerra Mundial tuvo un gran impacto en Queensland: más de 58,000 habitantes del estado participaron en el conflicto y más de 10,000 perdieron la vida.
La primera aerolínea importante de Australia, Qantas (siglas de "Queensland and Northern Territory Aerial Services"), fue fundada en Winton en 1920 para atender las regiones rurales del estado. En 1922, Queensland abolió el Consejo Legislativo de Queensland, convirtiéndose en el único estado australiano con un parlamento unicameral.
En 1935 se introdujeron deliberadamente sapos de caña en Queensland desde Hawái en un intento fallido de controlar los escarabajos de la caña que dañaban los cultivos, fundamentales para la economía del estado. Desde entonces, los sapos se han convertido en una plaga ambiental. En 1962 comenzó en Moonie la primera producción comercial de petróleo tanto en Queensland como en Australia.
Durante la Segunda Guerra Mundial, Brisbane se convirtió en un centro estratégico para los Aliados cuando el edificio AMP (actual MacArthur Central) fue utilizado como sede del mando del Pacífico Suroeste del general Douglas MacArthur, hasta su traslado a Hollandia en agosto de 1944. En 1942, Brisbane fue escenario de un violento enfrentamiento entre militares estadounidenses, soldados australianos y civiles, que dejó un muerto y cientos de heridos; este episodio se conoce como la Batalla de Brisbane.

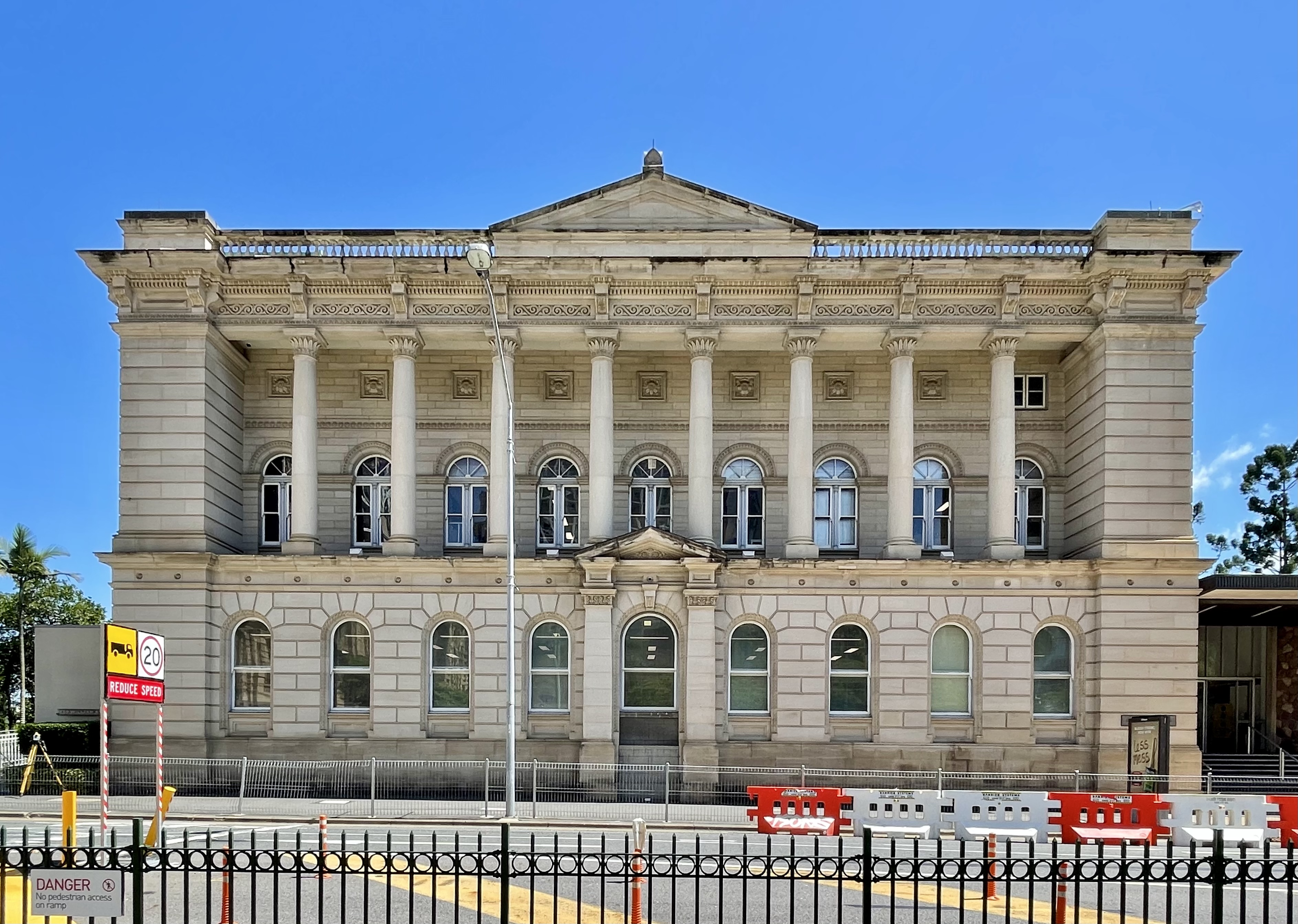
Antigua Biblioteca Estatal de Queensland terminada en 1959

El fin de la guerra marcó el inicio de una ola migratoria desde Europa, especialmente del sur y este del continente, aumentando significativamente la población del estado.
En las décadas posteriores, el clima subtropical húmedo —regulado por el uso generalizado de aire acondicionado— convirtió a Queensland en un destino atractivo para migrantes de otros estados australianos. Desde entonces, el estado ha experimentado niveles sostenidos de migración interna. En 1966, Lyndon B. Johnson fue el primer presidente de EE. UU. en visitar Queensland, donde se reunió con el primer ministro australiano Harold Holt.
El fin de la política de la Australia Blanca en 1973 dio paso a una nueva ola de inmigración global, especialmente desde Asia, que continúa hasta hoy.
En 1981, la Gran Barrera de Coral, ubicada frente a la costa noreste de Queensland, fue declarada Patrimonio Mundial por la UNESCO, reconociendo su valor ecológico excepcional.

### SigloXXI

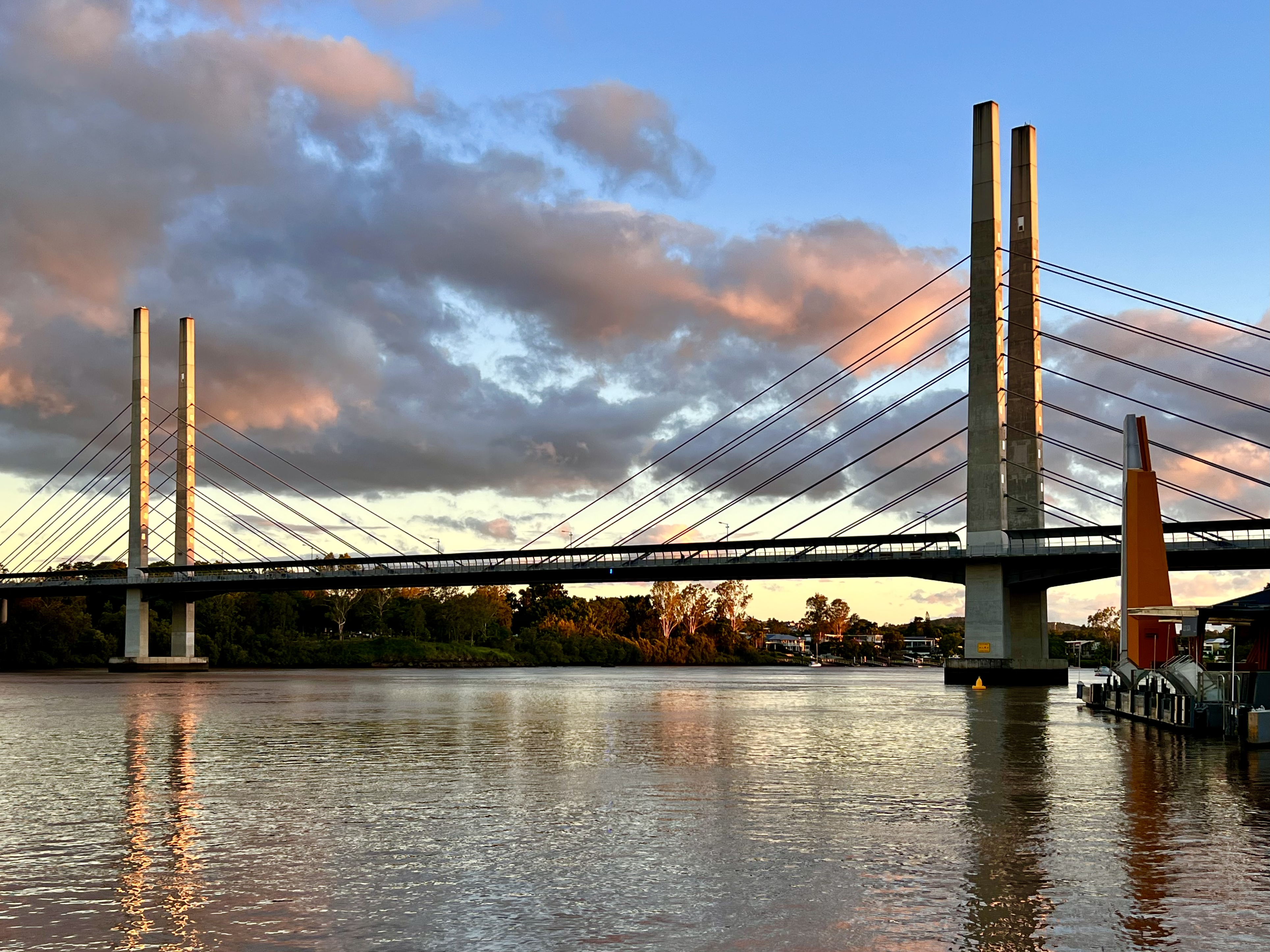
El Puente Eleanor Schonell abierto en 2006

En 2003, Queensland adoptó oficialmente el color granate como símbolo estatal, consolidando una tradición informal especialmente ligada a eventos deportivos.

Después de tres décadas de crecimiento demográfico récord, Queensland fue impactado por grandes inundaciones entre finales de 2010 y principios de 2011, que provocaron daños y disrupciones significativas. En 2020, la pandemia de COVID-19 afectó al estado; aunque el número de casos fue bajo y descendió rápidamente desde abril, se impusieron medidas de distanciamiento social desde marzo, incluyendo el cierre de fronteras estatales.

## Geografía

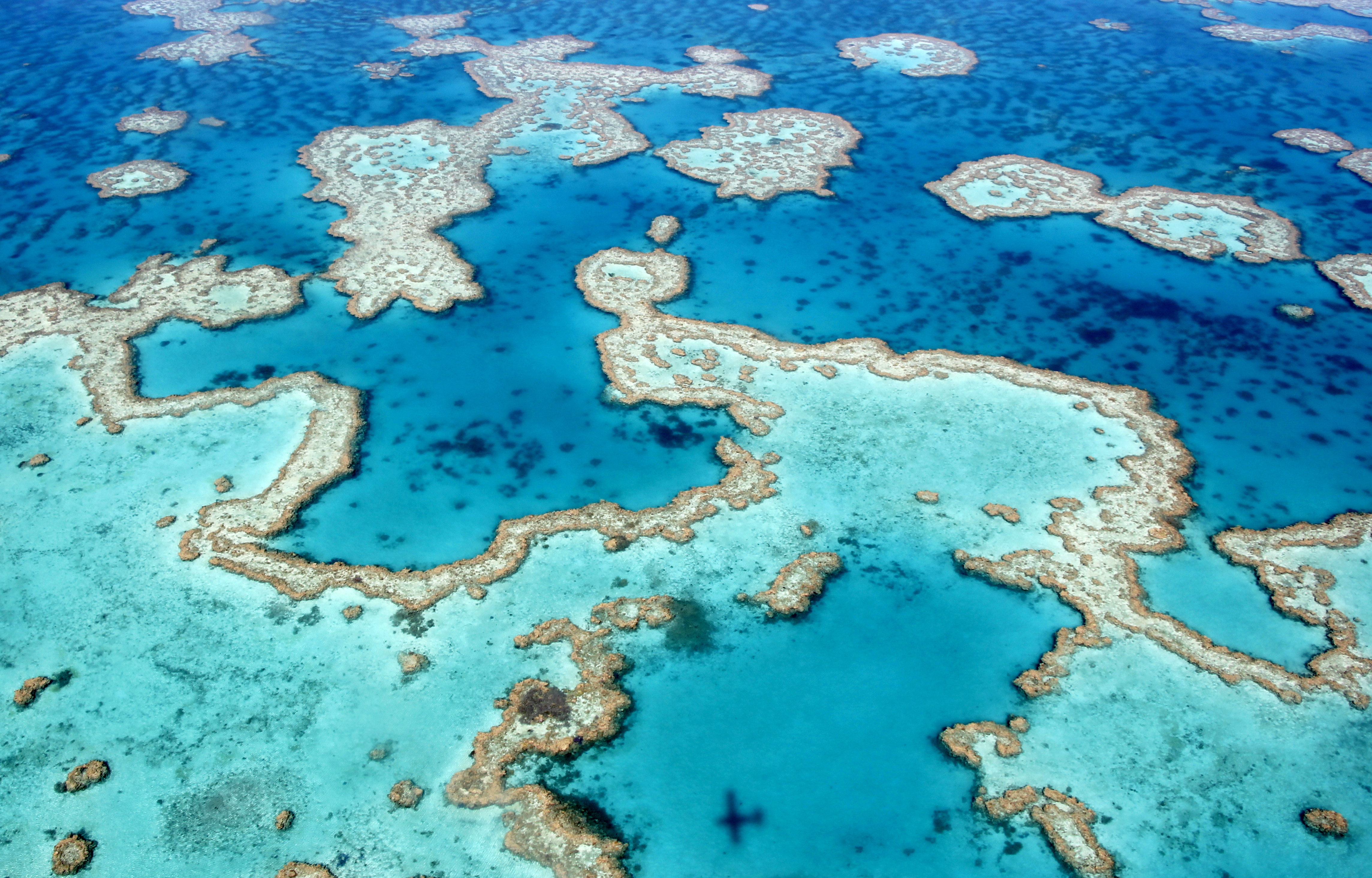
Los deslumbrantes colores de la Gran Barrera de Coral cerca de la playa Airlie, Islas Whitsunday, Queensland

Con una superficie total de 1.729.742 kilómetros cuadrados (715.309 millas cuadradas), Queensland es un extenso estado con una gran diversidad climática y geográfica. Si Queensland fuera una nación independiente, sería la decimosexta más grande del mundo. Por delante de naciones como Irán o Mongolia.
La costa oriental de Queensland bordea el Mar del Coral, un brazo del Océano Pacífico. El estado limita al norte con el Estrecho de Torres, y la isla Boigu, frente a la costa de Nueva Guinea, representa el extremo norte de su territorio. La península triangular del Cabo York, que apunta hacia Nueva Guinea, es la parte más septentrional del territorio continental del estado. Al oeste del extremo de la península, el norte de Queensland limita con el Golfo de Carpentaria. Al oeste, Queensland limita con el Territorio del Norte, en el meridiano 138 este, y al suroeste con el noreste de Australia Meridional. La frontera sur del estado con Nueva Gales del Sur está constituida al este por la divisoria de aguas desde Point Danger hasta el río Dumaresq, y los ríos Dumaresq, Macintyre y Barwon. El oeste de la frontera sur está definido por el paralelo 29 sur (incluyendo algunas invasiones históricas menores) hasta llegar a Australia Meridional.

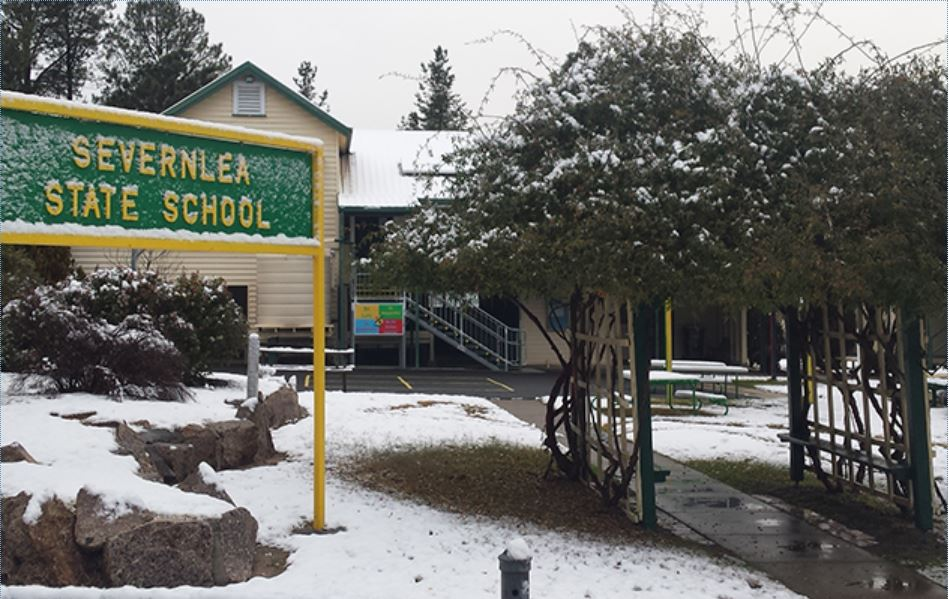
Nieve en Severnlea, Queensland

Al igual que gran parte del este de Australia, la Gran Cordillera Divisoria discurre aproximadamente paralela a la costa y tierra adentro, y las zonas al oeste de la cordillera son más áridas que las regiones costeras húmedas. La Gran Barrera de Coral, que constituye el sistema de arrecifes de coral más grande del mundo, discurre paralela a la costa del Mar de Coral del estado, entre el Estrecho de Torres y K'gari (Isla Fraser). El litoral de Queensland incluye las tres islas de arena más grandes del mundo: K'gari (Isla Fraser), Moreton y North Stradbroke.
El estado contiene seis áreas de conservación declaradas Patrimonio de la Humanidad: la Gran Barrera de Coral a lo largo de la costa del Mar de Coral, K'gari (Isla Fraser) en la costa de la región de Wide Bay-Burnett, los trópicos húmedos del extremo norte de Queensland, incluyendo la selva tropical de Daintree, el Parque Nacional Lamington en el sureste de Queensland, los yacimientos fósiles de Riversleigh en el noroeste de Queensland y las selvas tropicales de Gondwana en el sureste de Queensland.

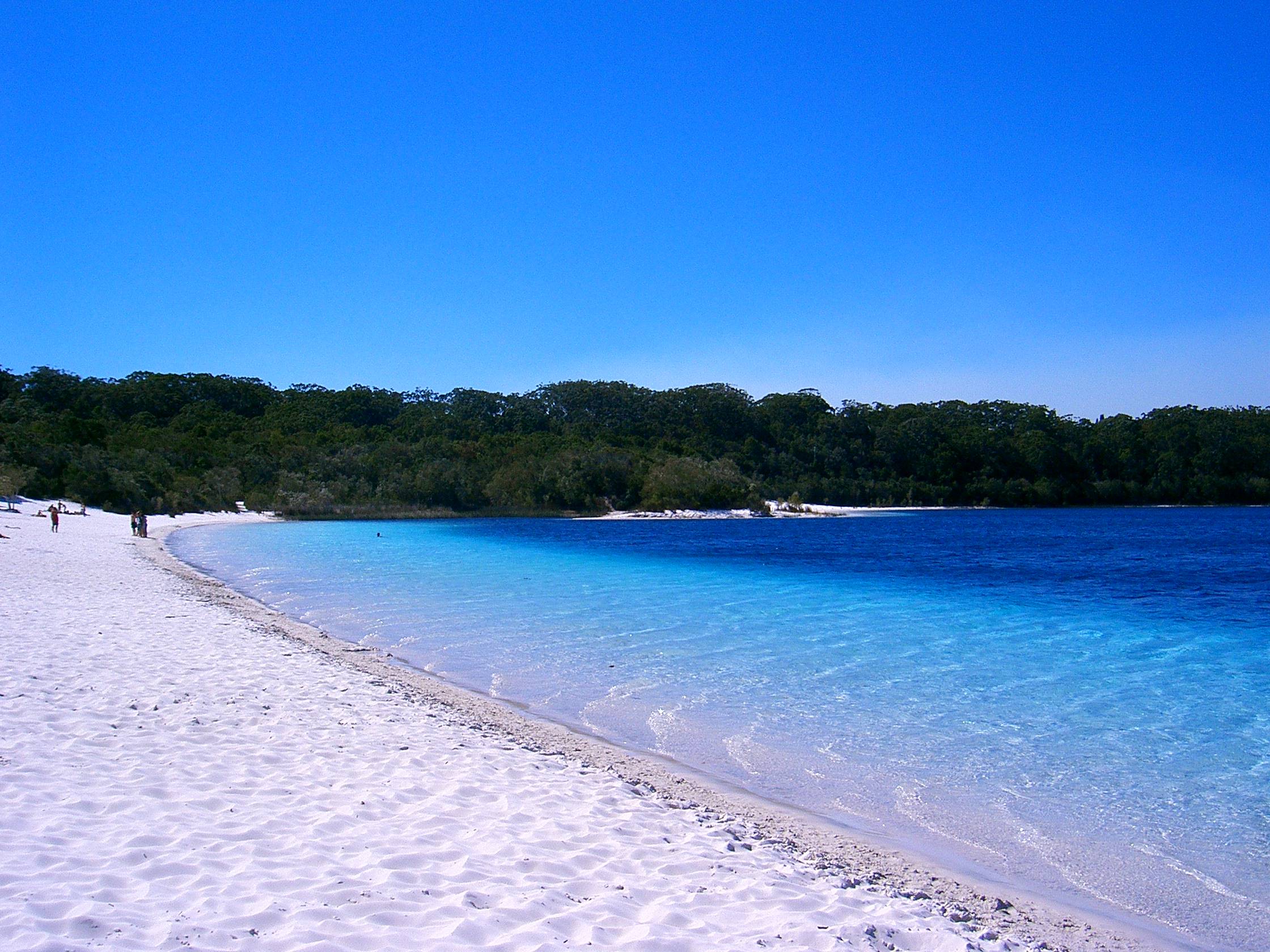
Playa del lago McKenzie, isla Fraser, Queensland

El estado se divide en varias regiones no oficiales que se utilizan comúnmente para referirse a grandes áreas de su vasta geografía. Estas incluyen:
El sureste de Queensland, en el extremo sureste costero del estado, es una región urbana que incluye las tres ciudades más grandes del estado: la capital, Brisbane, y los populares destinos turísticos costeros Gold Coast y Sunshine Coast. En algunas definiciones, también incluye la ciudad de Toowoomba. El sureste de Queensland representa más del 70% de la población del estado. Darling Downs, en el sureste interior del estado, se compone de tierras agrícolas fértiles (en particular, de pastoreo de ganado) y, en algunas definiciones, incluye la ciudad de Toowoomba. La región también incluye el montañoso Cinturón de Granito, la región más fría del estado, donde ocasionalmente nieva.
Wide Bay–Burnett se encuentra en la costa sureste del estado, al norte de la región sureste de Queensland. Es rica en plantaciones de caña de azúcar e incluye las ciudades de Bundaberg, Hervey Bay y K'gari (isla Fraser), la isla de arena más grande del mundo.

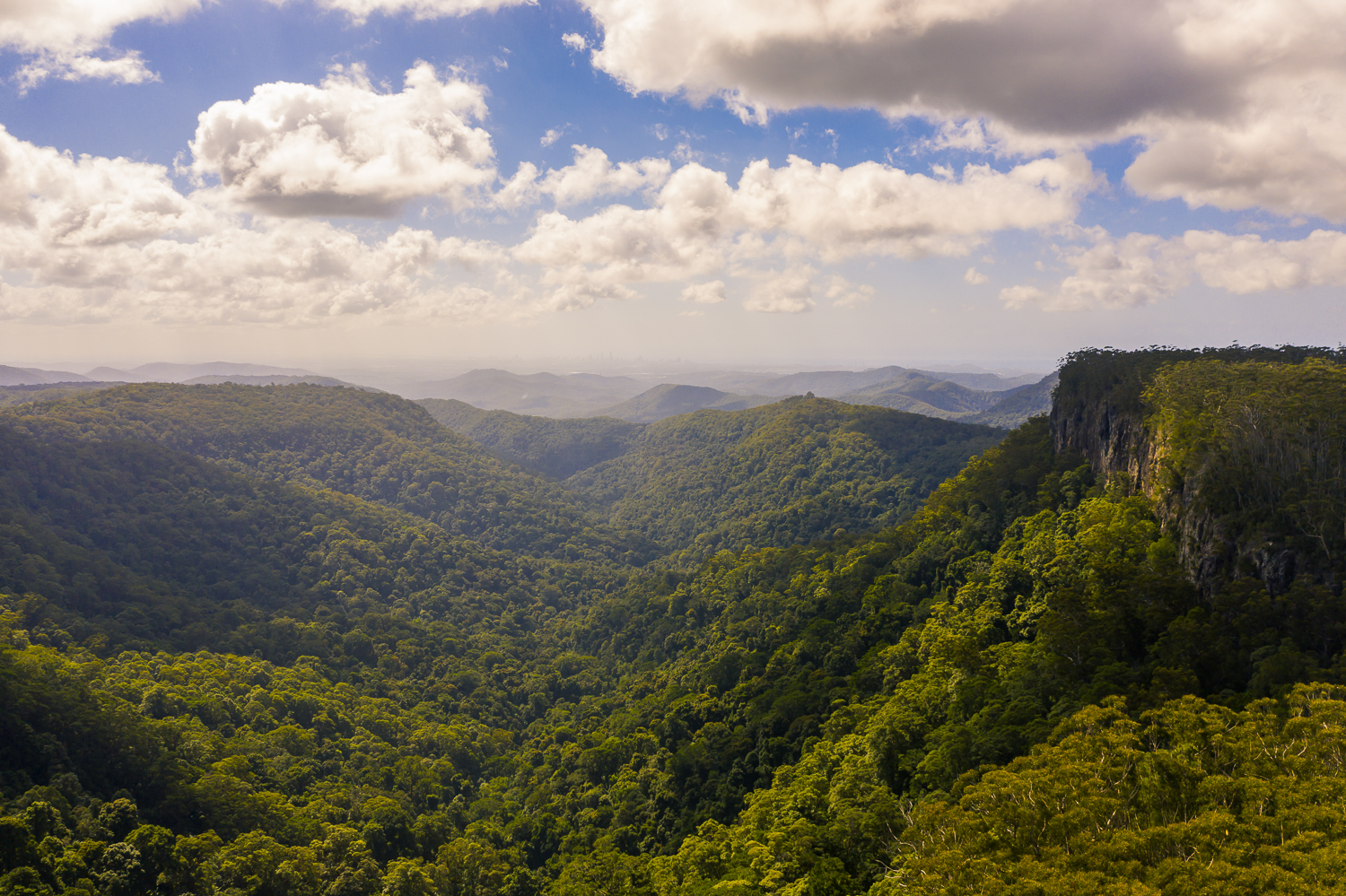
Parque nacional Springbrook

Queensland Central, en la costa central del estado, está dominada por tierras de cultivo ganadero y minería de carbón. Abarca las regiones turísticas de la Costa de Capricornio y las Islas Whitsunday, así como las ciudades de Rockhampton y Mackay.
Queensland Norte, en la costa norte del estado, está dominada por tierras de cultivo ganadero y minería, e incluye la ciudad de Townsville. Extremo Norte de Queensland, en el extremo norte del estado, a lo largo de la península de Cape York, que incluye selva tropical, la montaña más alta del estado, el Monte Bartle Frere, la región pastoral de Atherton Tablelands (predominantemente dedicada a la caña de azúcar y las frutas tropicales), la sección más visitada de la Gran Barrera de Coral, así como la ciudad de Cairns.
Suroeste de Queensland, en el suroeste interior del estado, es una región principalmente agrícola dominada por tierras de cultivo ganadero, que incluye la región de Channel Country, con riachuelos entrelazados.
Centro-Oeste de Queensland, en el centro-oeste interior del estado, dominado por tierras de cultivo ganadero, que incluye la ciudad de Longreach.

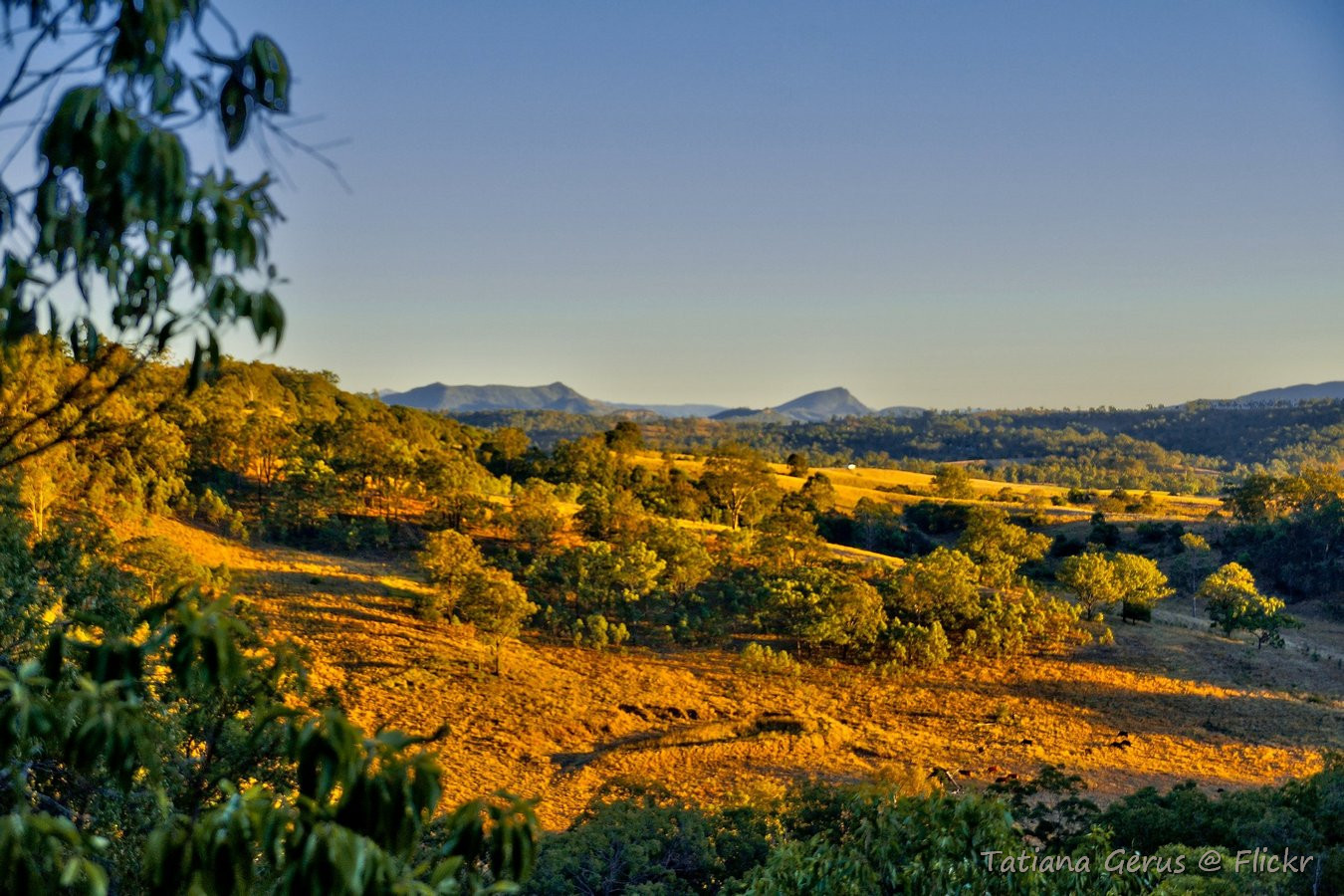
Parque nacional del Monte Barney

La Región del Golfo (también conocida como Noroeste de Queensland), en el noroeste interior del estado, a lo largo del Golfo de Carpentaria, dominada por la sabana y la minería, incluye la ciudad de Mount Isa.
- Fronteras
  - Norte: La parte más septentrional del estado es la península de Cabo York, que apunta hacia Nueva Guinea. La parte occidental de esta península se encuentra bañada por las aguas del golfo de Carpentaria, mientras que la oriental se encuentra en la costa del mar del Coral, un brazo del océano Pacífico.
  - Este: el océano Pacífico.
  - Oeste: al oeste se encuentra el Territorio del Norte, y al suroeste el estado de Australia Meridional.
  - Sur: Al sur se encuentra Nueva Gales del Sur.

- La capital del estado Brisbane, se encuentra en la costa, a 100 kilómetros de la frontera con Nueva Gales del Sur.
- La mayor área metropolitana del mundo, Mount Isa se encuentra en Queensland, con 40 000 km².

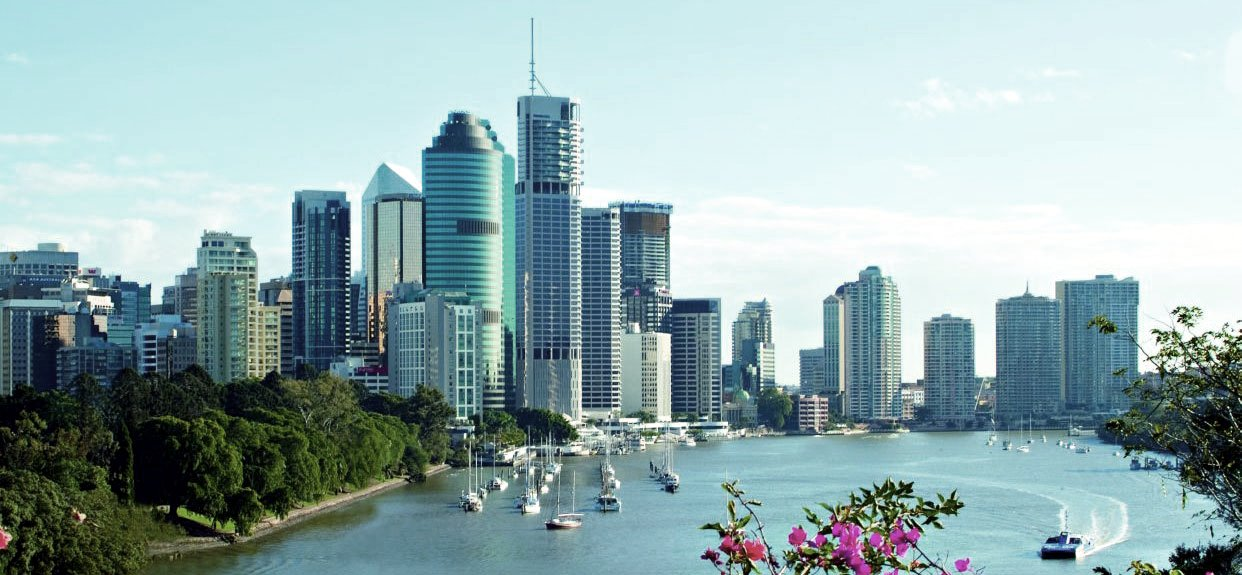
Brisbane la capital y más populosa ciudad de Queensland

- Brisbane la capital y más populosa ciudad de QueenslandLa ciudad de Townsville, que queda en el noreste del estado a unos 1400 kilómetros de Brisbane, tiene importantes recursos naturales y es la ciudad tropical más grande en Australia.
- La ciudad de Cloncurry alcanzó los 53,1 °C, consiguiendo así el récord en máxima de Australia.
- Junto a la frontera con Nueva Gales del Sur y con un área metropolitana que se extiende hacia ese estado se encuentra Gold Coast, una de las ciudades con mayor crecimiento del país, a la vez de ser el centro turístico y vacacional más importante de Australia.

### Clima
Debido a su tamaño, existe una variación significativa en el clima en todo el estado. La escasez de lluvias y veranos calurosos son típicos de la tierra adentro al oeste, la estación "húmeda" de monzón a clima templado en el extremo norte y cálido a lo largo de la franja costera. En el interior y el sur existen gamas de bajas temperaturas.

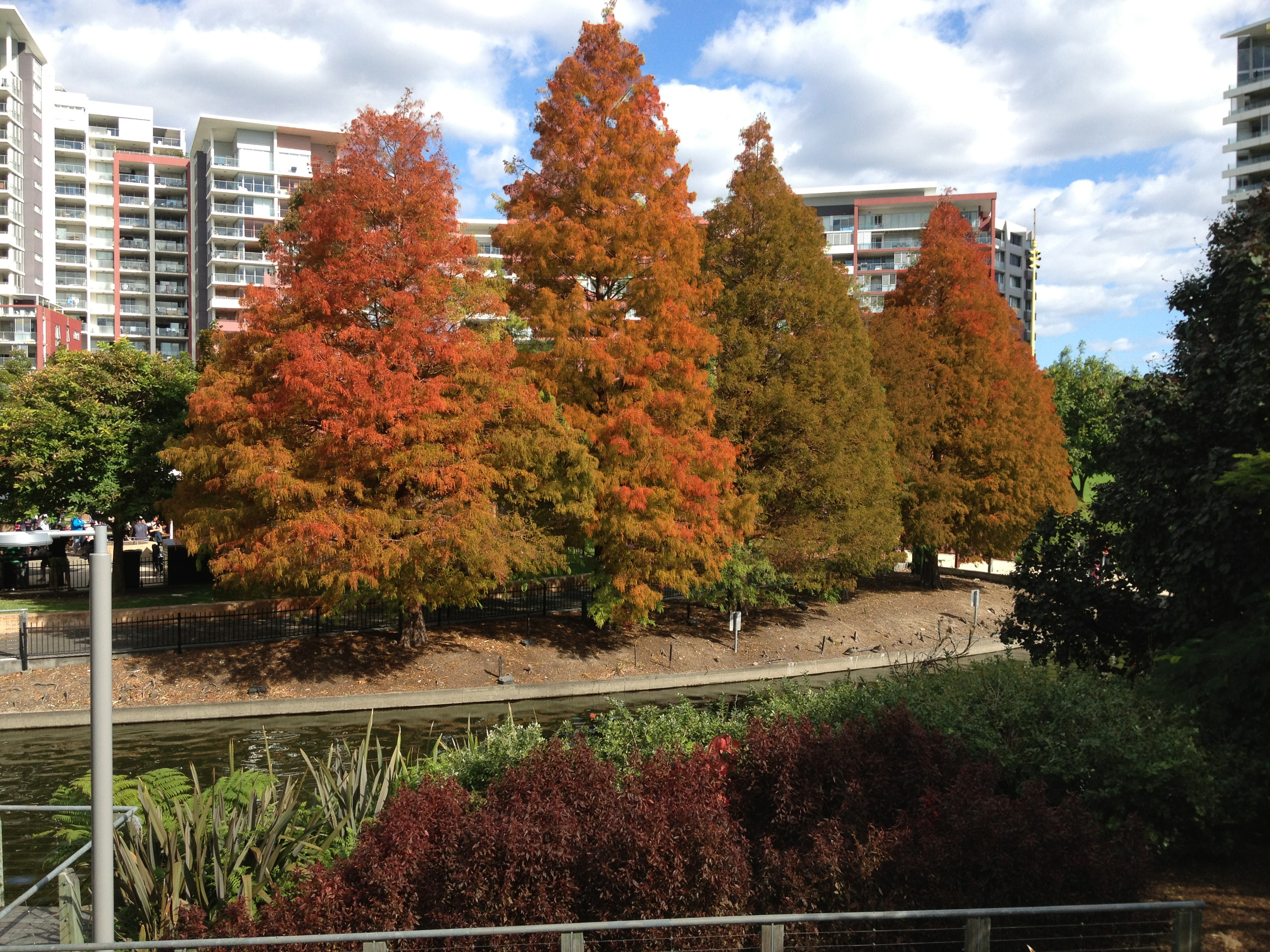
Paisaje de Otoño en Brisbane

El clima de la franja costera está influenciado por las aguas cálidas del océano, y mantienen la región libre de temperaturas extremas y proporcionan humedad para las lluvias.
Hay cinco zonas climáticas predominantes en Queensland, basado en la temperatura y humedad:
- verano cálido y húmedo (al norte y costera)
- verano cálido húmedo (zonas de influencia costera elevada y costera al sureste)
- caliente y seco verano, inviernos templados (centro-oeste)
- caliente y seco verano, invierno frío (al oeste y sur)
- templado - cálidos de verano, de invierno (del interior al sureste, por ejemplo, el Cinturón de Granito)

Sin embargo, la mayoría de las estaciones de Queensland por experiencia son dos: un "invierno" en lugar del período de temperaturas cálidas y lluvias mínimas; y un período de verano sofocante de altas temperaturas, y mayores niveles de precipitación.
Las estadísticas de media anual para algunos centros de Queensland se muestra a continuación:
| Ciudad     | Temp. mínima (°C) | Temp. máxima (°C) | Número de días despejados | Precipitación (mm) |
| ---------- | ----------------- | ----------------- | ------------------------- | ------------------ |
| Brisbane   | 15.7              | 25.5              | 113.1                     | 1149.1             |
| Mackay     | 19.0              | 26.4              | 123.0                     | 1570.7             |
| Cairns     | 20.8              | 29.0              | 89.7                      | 2006.3             |
| Townsville | 19.8              | 28.9              | 120.9                     | 1136.7             |

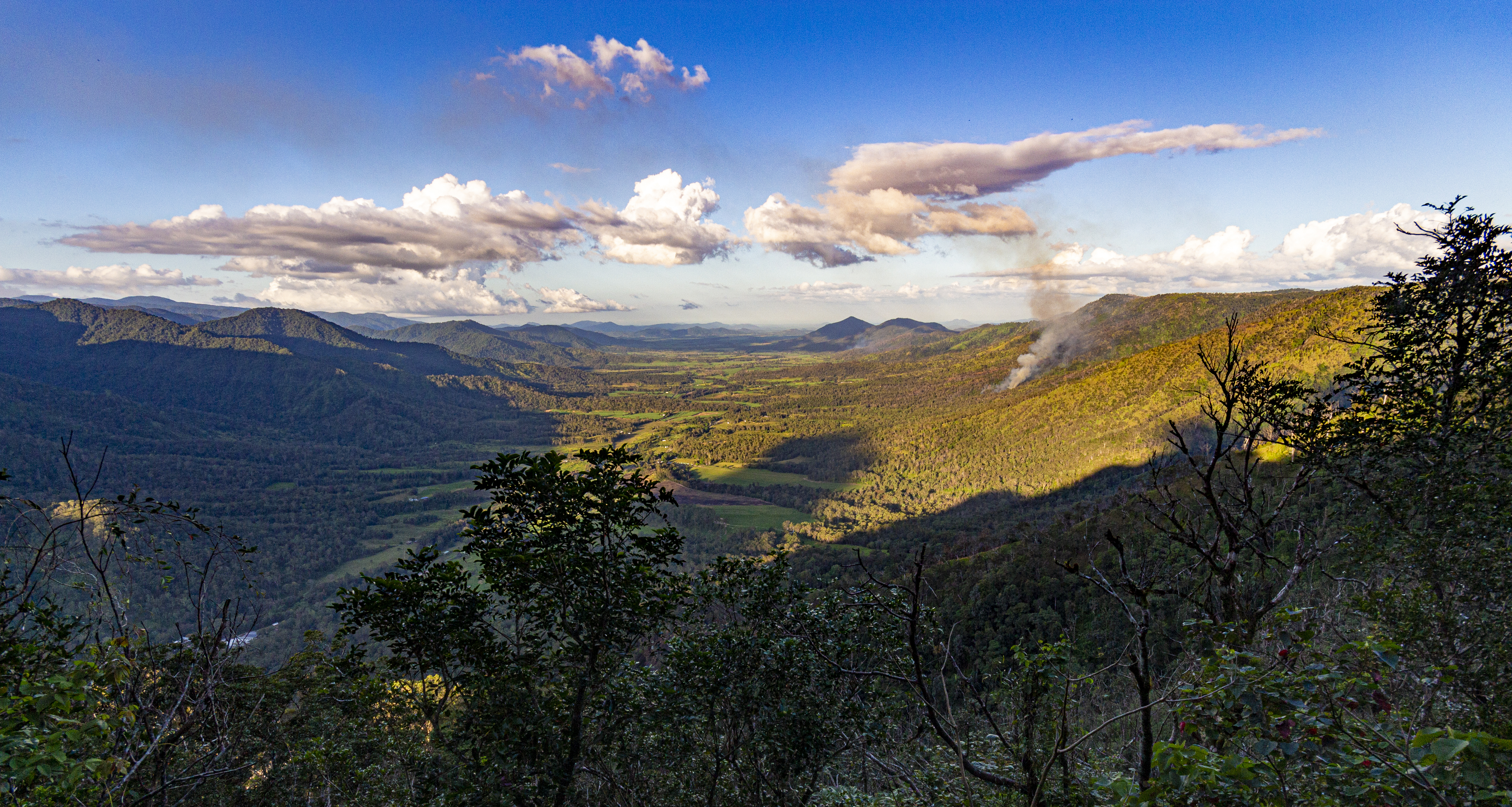
Valle del Pionero (Pioneer Valley)

La menor temperatura fue de -10,6 °C en Stanthorpe el 23 de junio de 1961 y en el Hermitage de 12 de julio de 1965.
El extremo norte costero del estado es la región más húmeda de Australia, donde el monte Bellenden Ker, al sur de Cairns, ostenta numerosos récords de precipitación australianos, con una precipitación media anual superior a los 8 metros (26 pies). La nieve es poco frecuente en Queensland, aunque cae con cierta regularidad a lo largo de la frontera sur con Nueva Gales del Sur, principalmente en el distrito de Stanthorpe, aunque en raras ocasiones más al norte y al oeste. La nevada más septentrional jamás registrada en Australia se produjo cerca de Mackay; sin embargo, fue excepcional.
Los desastres naturales son una amenaza frecuente en Queensland: ciclones tropicales severos pueden impactar las costas central y septentrional y causar graves daños, con ejemplos recientes como Larry, Yasi, Ita y Debbie. Las inundaciones causadas por sistemas pluviales también pueden ser graves y pueden ocurrir en cualquier lugar de Queensland. Una de las inundaciones más mortíferas y destructivas en la historia del estado ocurrió a principios de 2011.

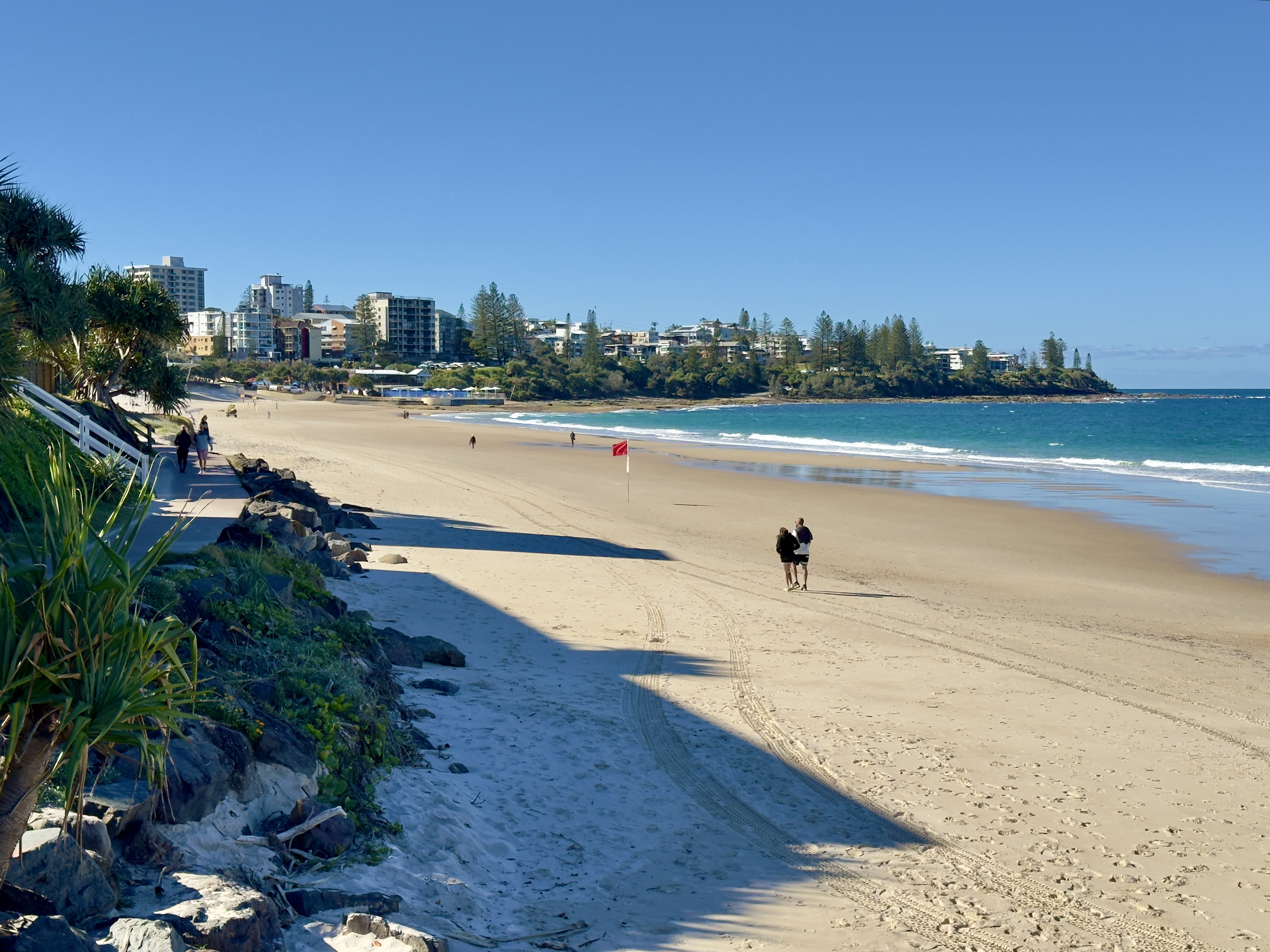
Invierno en el playa Kings de Caloundra, Queensland

Las tormentas eléctricas primaverales severas suelen afectar el sureste y el interior del estado, y pueden provocar vientos destructivos, lluvias torrenciales, granizo de gran tamaño e incluso tornados. El tornado más fuerte jamás registrado en Australia ocurrió en Queensland, cerca de Bundaberg, en noviembre de 1992. También pueden producirse sequías e incendios forestales; sin embargo, estos últimos suelen ser menos graves que los que ocurren en los estados del sur.
La temperatura máxima oficial más alta registrada en el estado fue de 49,5 °C (121,1 °F) en la comisaría de policía de Birdsville el 24 de diciembre de 1972. La temperatura mínima más baja registrada fue de -10,6 °C (12,9 °F) en Stanthorpe el 23 de junio de 1961 y en The Hermitage (cerca de Warwick) el 12 de julio de 1965.

## Demografía

### Población

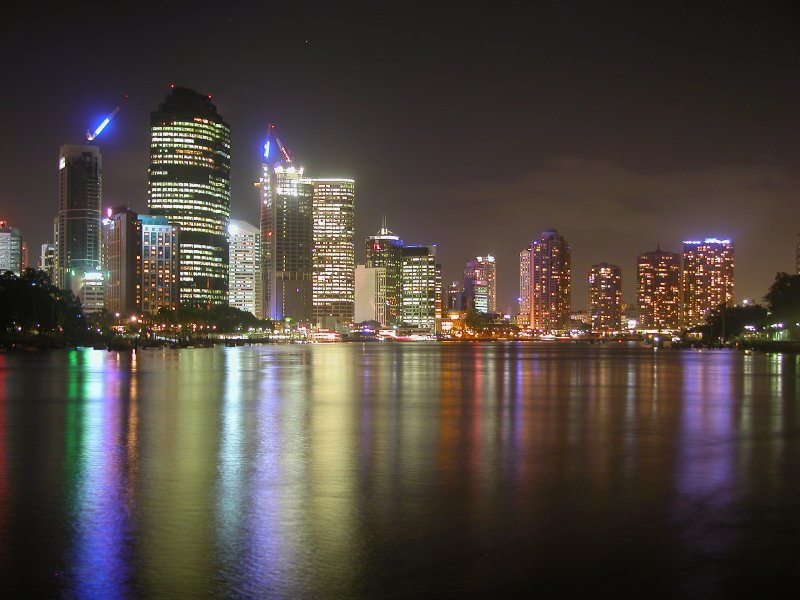
Brisbane de noche con vista del Distrito Financiero de la ciudad.

La población está menos centralizada que en resto del país. En 2001, la capital presentaba el 45.5 % de la población total. En conjunto, la población urbana concentra al 63.8 % del total. En 2003, la población de Queensland ascendía a 3 796 800 habitantes, teniendo Brisbane 1 733 200 hab..

### Religión
| Católicos       | 1 233 627 |
| Anglicanos      | 1 158 291 |
| Luteranos       | 103 587   |
| Iglesia Unida   | 508 518   |
| Otros           | 630 939   |
| No Cristianos   | 42 376    |
| Budistas        | 9 417     |
| Hinduistas      | 4 708     |
| Otros           | 28 251    |
| Agnósticos      | 701 566   |
| Sin Especificar | 324 886   |

- Cristianos: 77 % (anglicanos: 24.6 %, católicos: 26.2 %, luteranos: 2.2 %, Iglesia Unida: 10.8 %, otros: 13.4 %).
- No cristianos: 0.9 % (budistas: 0.2 %, hinduistas: 0.1 %, otros: 0.6 %).
- Agnósticos: 14.9 %.
- Sin especificar: 6.9 %.

## Economía

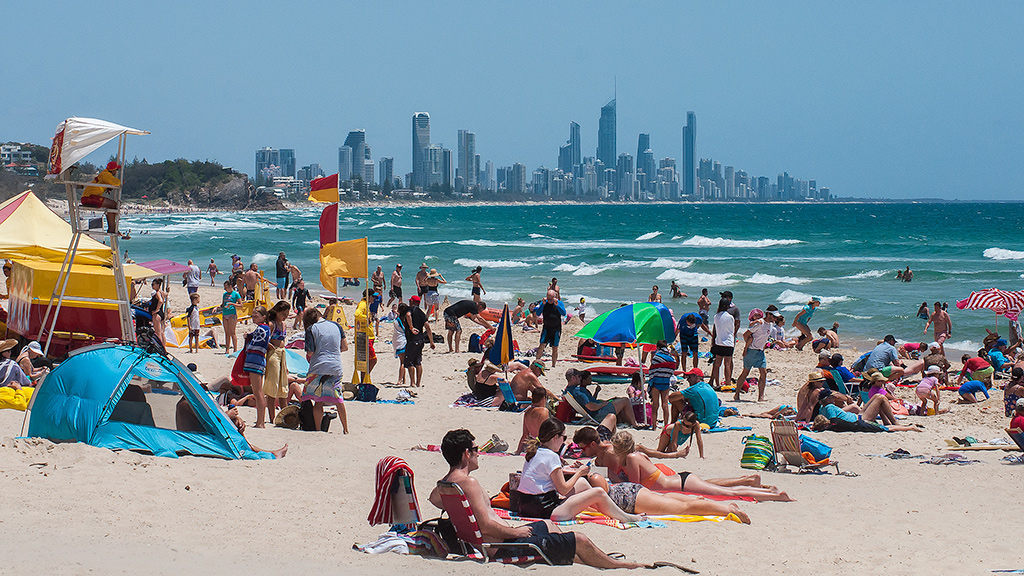
Gold Coast

En 2019, Queensland registró un producto estatal bruto de 357.044 millones de dólares australianos, el tercero más alto del país después de Nueva Gales del Sur y Victoria. La construcción de puertos marítimos y ferrocarriles a lo largo de la costa de Queensland en el siglo XIX sentó las bases de los sectores minero y agrícola orientados a la exportación del estado. Desde la década de 1980, una considerable afluencia de migrantes interestatales y extranjeros, grandes inversiones del gobierno federal, el aumento de la explotación minera de vastos yacimientos minerales y la expansión del sector aeroespacial han contribuido al crecimiento económico del estado.
Las industrias primarias incluyen el banano, la piña, el cacahuete, una amplia variedad de otras frutas y verduras tropicales y templadas, los cultivos de cereales, las bodegas, la ganadería, el algodón, la caña de azúcar y la lana. La industria minera incluye la explotación de bauxita, el carbón, la plata, el plomo, el zinc, el oro y el cobre.
Las industrias secundarias se dedican principalmente al procesamiento posterior de los productos primarios mencionados. Por ejemplo, la bauxita se transporta por mar desde Weipa y se convierte en alúmina en Gladstone. También se refina cobre y caña de azúcar en varios ingenios a lo largo de la costa este.
Las principales industrias terciarias son el comercio minorista, el turismo y la educación internacional. En 2018, había 134.312 estudiantes internacionales matriculados en el estado, principalmente en Brisbane. La mayoría de los estudiantes internacionales del estado provienen de Asia.
Brisbane se considera una ciudad global y se encuentra entre las ciudades de Asia-Pacífico con mayor PIB. Destaca en minería, banca, seguros, transporte, tecnología de la información, bienes raíces y alimentación. Algunas de las empresas más grandes con sede en Brisbane, todas ellas entre las más grandes de Australia, incluyen Suncorp Group, Virgin Australia, Aurizon, Bank of Queensland, Flight Centre, CUA, Sunsuper, QSuper, Domino's Pizza Enterprises, Star Entertainment Group, ALS, TechnologyOne, NEXTDC, Super Retail Group, New Hope Coal, Jumbo Interactive, National Storage, Collins Foods y Boeing Australia.

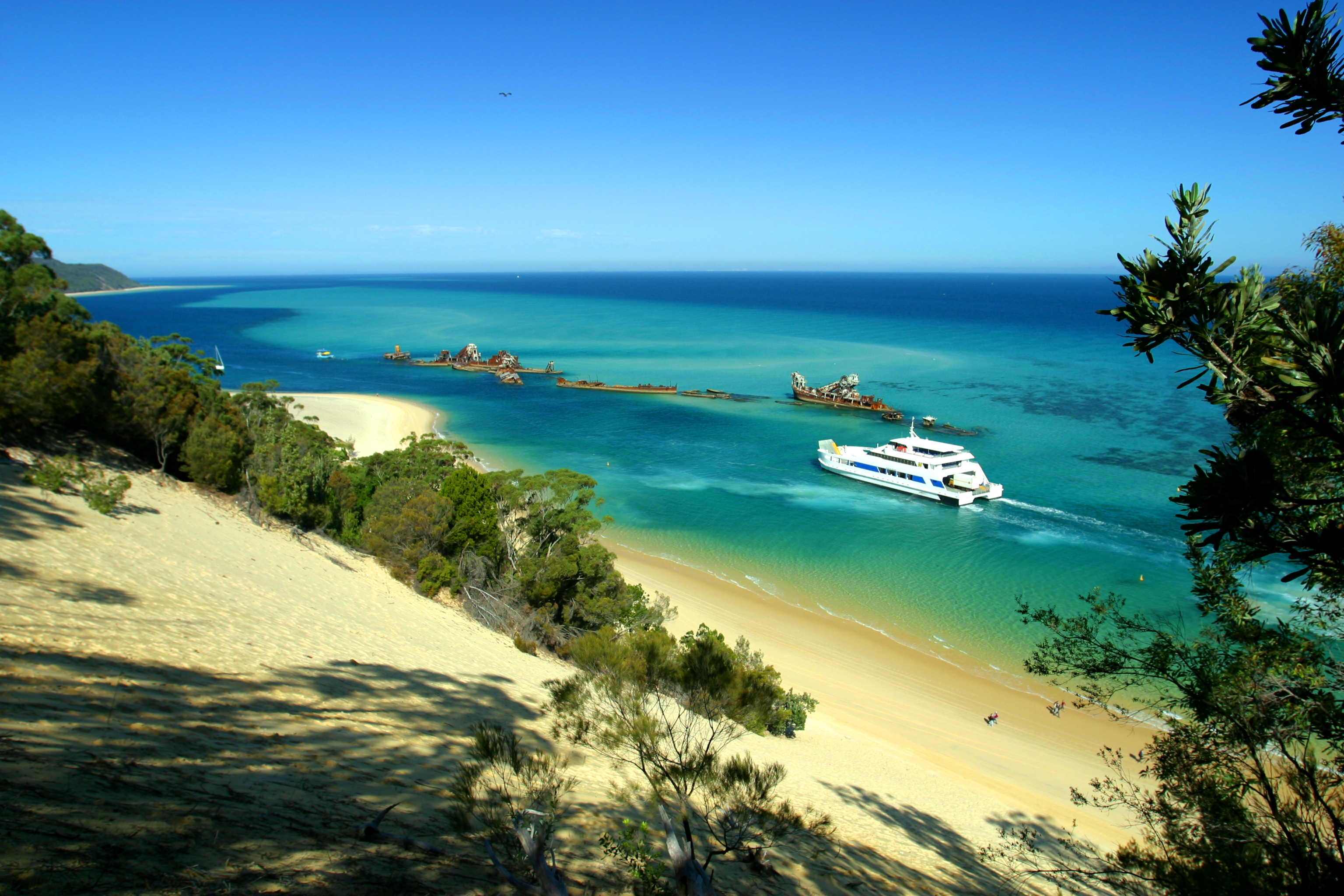
Paisaje de la Isla Moreton de unos 168 km², un tamaño comparable al de Liechtenstein

### Turismo
Gracias a la variedad de sus paisajes, su clima cálido y su abundante entorno natural, el turismo es la principal industria terciaria de Queensland, con millones de visitantes interestatales e internacionales que visitan el estado cada año. Esta industria genera 8.800 millones de dólares anuales, lo que representa el 4,5 % del Producto Interno Bruto (PIB) de Queensland. Sus exportaciones anuales ascienden a 4.000 millones de dólares. El sector emplea directamente a aproximadamente el 5,7 % de los ciudadanos de Queensland. El alojamiento en Queensland representa casi el 22 % del gasto total, seguido de los restaurantes y comidas (15 %), los billetes de avión (11 %), el combustible (11 %) y las compras y regalos (11 %).
Los destinos turísticos más visitados de Queensland incluyen Brisbane (incluidas las islas Moreton y South Stradbroke y la Costa de Oro), así como la Costa Sunshine, la Gran Barrera de Coral, Cairns, Port Douglas, la selva tropical de Daintree, K'gari y las islas Whitsunday. Brisbane es el tercer destino más popular de Australia, después de Sídney y Melbourne.

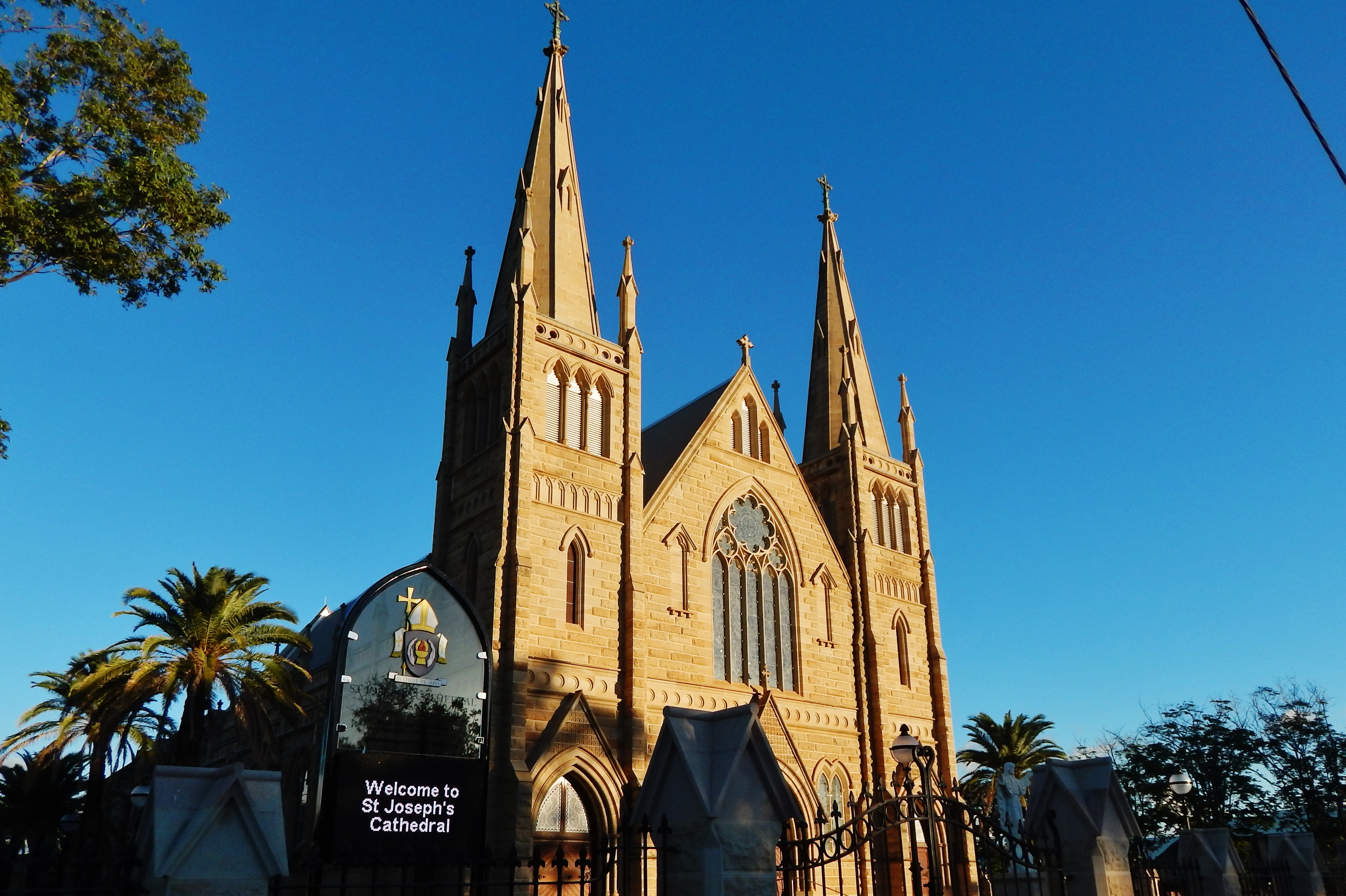
Catedral de San José en Rockhampton

Las principales atracciones en su área metropolitana incluyen South Bank Parklands, el Centro Cultural de Queensland (incluyendo el Museo de Queensland, la Galería de Arte de Queensland, la Galería de Arte Moderno, el Centro de Artes Escénicas de Queensland y la Biblioteca Estatal de Queensland), el Ayuntamiento, el Puente Story, los Muelles Howard Smith, la Plaza ANZAC, la Catedral de San Juan, Fortitude Valley (incluyendo James Street y Chinatown), West End, el recinto de tiendas de lana Teneriffe, el Río Brisbane y su red Riverwalk, los Jardines Botánicos de la Ciudad, Roma Street Parkland, New Farm Park (incluyendo el Brisbane Powerhouse), los acantilados y parque de Kangaroo Point, el Santuario de Koalas Lone Pine, la Reserva del Monte Coot-tha (incluyendo el Mirador del Monte Coot-tha y los Jardines Botánicos del Monte Coot-tha), la Cordillera y Parque Nacional D'Aguilar, así como la Bahía Moreton (incluyendo las islas Moreton, North Stradbroke y Bribie, y suburbios costeros como Shorncliffe, Wynnum y aquellos en la Península de Redcliffe).

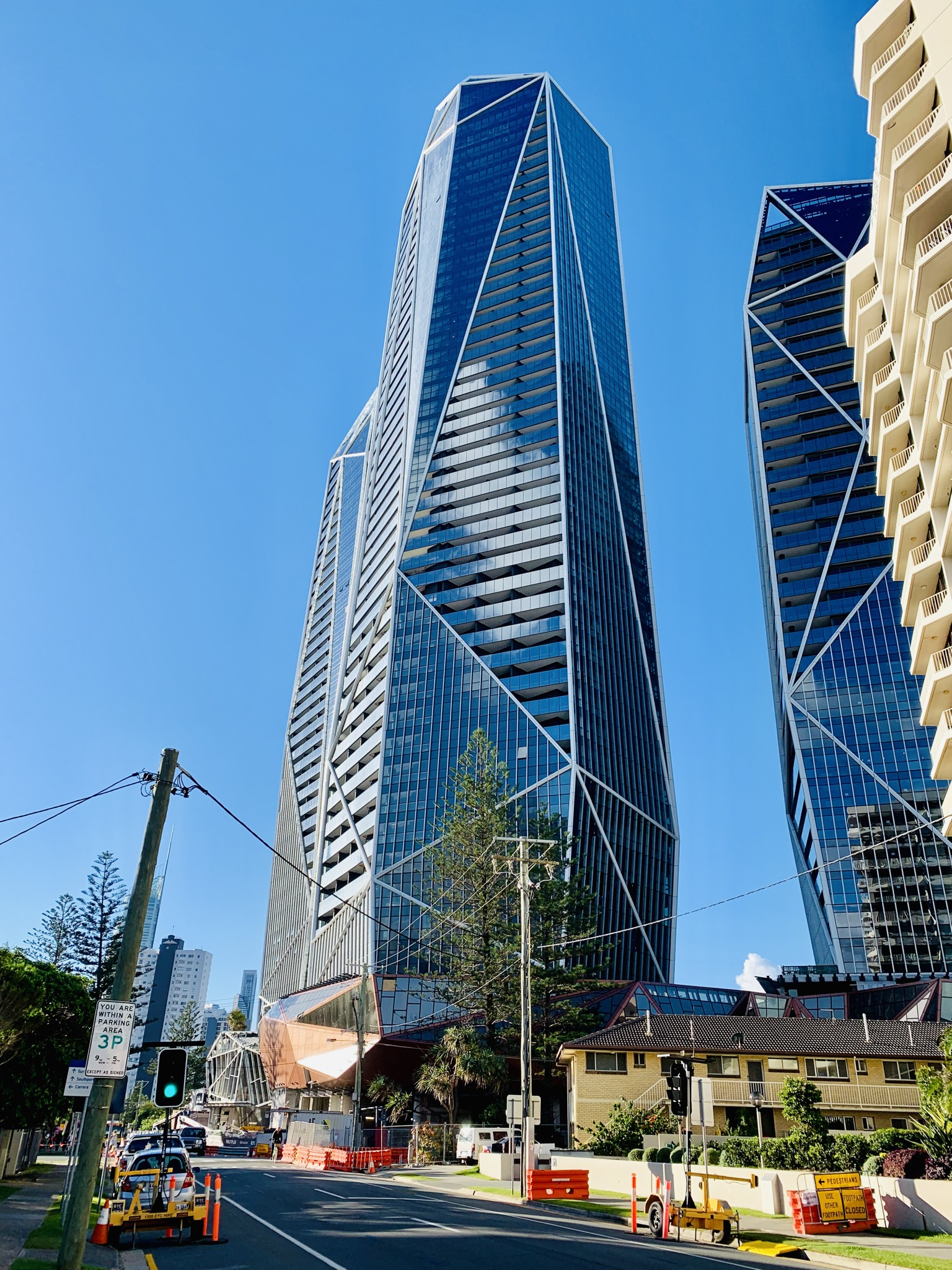
El Resort Jewel en la Costa de Oro de Queensland

La Costa Dorada alberga numerosas playas populares para surfear, como las de Surfers Paradise y Burleigh Heads. También alberga la mayor concentración de parques de atracciones de Australia, como Dreamworld, Movie World, Sea World, Wet 'n' Wild y WhiteWater World, así como el Santuario de Vida Silvestre Currumbin. El interior de la Costa Dorada incluye el Parque Nacional Lamington en la cordillera McPherson. 
La Costa Sunshine incluye destinos populares para surfear y practicar deportes de playa, como Noosa Heads y Mooloolaba. También alberga UnderWater World y el Zoológico Australia de Steve Irwin. Su interior incluye el Parque Nacional de las Montañas Glass House.
Cairns es conocida por ser la puerta de entrada a la Gran Barrera de Coral, el extremo norte de Queensland (incluido Port Douglas) y la selva tropical de Daintree. Las Islas Whitsunday, frente a la costa del norte de Queensland, son un destino turístico popular por sus complejos turísticos y su acceso a la Gran Barrera de Coral.

## Política y Gobierno
La autoridad ejecutiva recae nominalmente en el Gobernador, que representa, y es nombrado formalmente (por consejo del primer ministro) por, Carlos III, rey de Australia. El actual gobernador es Su Excelencia, el Paul de Jersey, AC. El jefe de gobierno, el primer ministro, cumple en realidad las funciones cotidianas del ejecutivo del estado, y el Gabinete lo ayuda en ello. El gobernador lo designa, pero debe contar con el apoyo de la Asamblea Legislativa. 

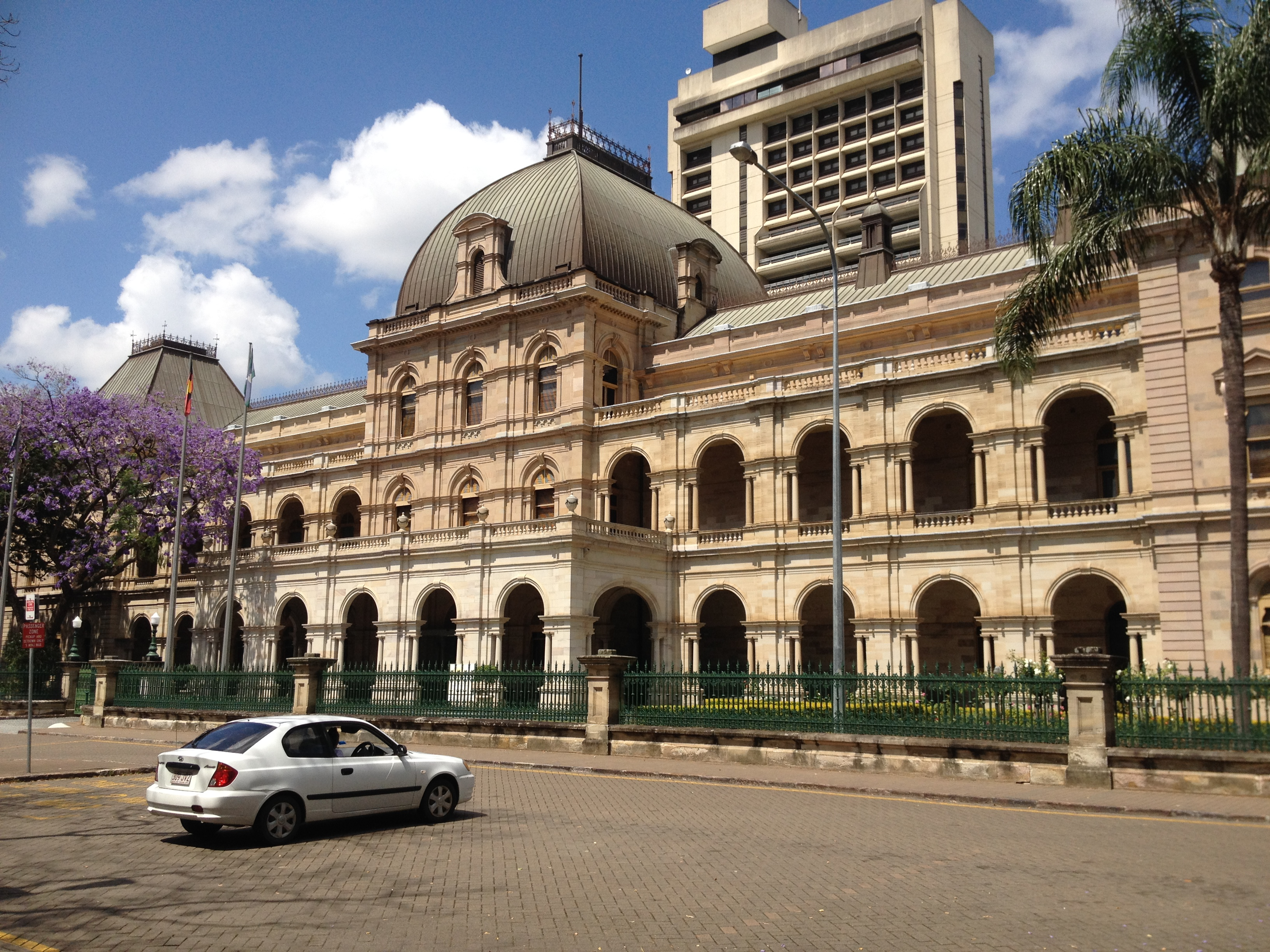
Casa del Parlamento, Brisbane (en 2003)

El primer ministro es en la práctica un miembro destacado de la Asamblea y líder parlamentario de su partido político o coalición de partidos. La primera ministra actual es Annastacia Palaszczuk del Partido Laborista. Otros ministros, que forman el Consejo Ejecutivo (que incluye miembros del Gabinete), son nombrados por el gobernador entre los miembros notables de la Asamblea Legislativa por recomendación del primer ministro. En la práctica, son miembros del partido del primer ministro o están aliados con él. La Asamblea elige a un Presidente para facilitar los procedimientos y comunicarse entre la Asamblea y el gobernador, generalmente en asuntos relacionados con la prórroga o disolución de la Asamblea.

El Parlamento de Queensland o la Asamblea Legislativa, es unicameral. Es el único estado australiano con una legislatura unicameral. Un sistema bicameral existió hasta 1922, cuando el Consejo Legislativo fue abolido por el "escuadrón suicida" de los miembros laboristas, llamado así porque fueron nombrados con el propósito de votar para abolir sus propios cargos. El Parlamento se encuentra en un edificio del siglo XIX, la Sede del Parlamento que cuenta con anexo parlamentario del siglo XX en Brisbane. La política del estado se considera tradicionalmente como conservadora en relación con otros estados.

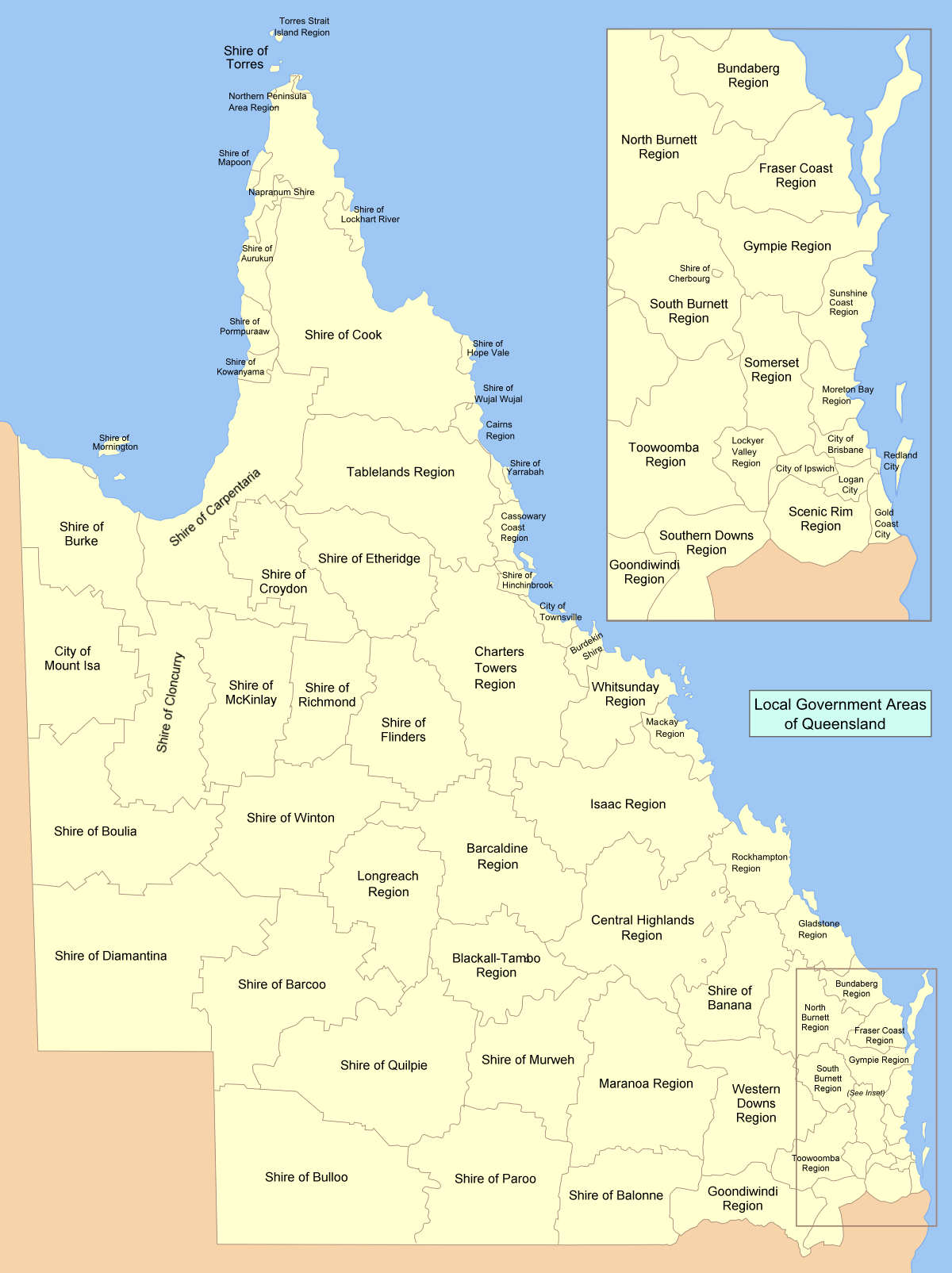
Mapa de áreas del gobierno local en Queensland: 2008-2013

Hay varios factores que diferencian al gobierno de Queensland del de los otros estados australianos. La legislatura no tiene cámara alta. Durante gran parte de su historia, el estado estuvo bajo un gerrymander que favoreció fuertemente a los electorados rurales. Esto, combinado con la naturaleza ya descentralizada de Queensland, significó que la política ha estado dominada por los intereses regionales. Queensland, junto con Nueva Gales del Sur, operaba anteriormente con un sistema de votación conocido como voto preferencial opcional para las elecciones estatales. Este es diferente del sistema electoral australiano predominante, el sistema de votación de segunda vuelta instantánea, y en la práctica estaba más cercano a una votación mayoritaria inicial (similar a la votación utilizada en el Reino Unido), lo que algunos dicen iba en detrimento de los partidos menores. La próxima elección de Queensland utilizará la votación de segunda vuelta instantánea.
Estas condiciones han tenido notables ramificaciones prácticas para la política en Queensland. La falta de una cámara alta para una revisión legislativa sustancial ha significado que Queensland ha tenido una tradición de dominio por parte de los primeros ministros populistas de carácter fuerte, a menudo con tendencias posiblemente autoritarias, ocupando cargos durante largos períodos.
El sistema judicial de Queensland consiste en la Corte Suprema y la Corte de Distrito, establecida por la Constitución de Queensland, y varias otras cortes y tribunales establecidos por las leyes ordinarias del Parlamento de Queensland.
En 2001, Queensland adoptó una nueva constitución codificada, derogando la mayoría de las diversas leyes del Parlamento que habían constituido previamente la constitución. La nueva constitución entró en vigor el 6 de junio de 2002, el aniversario de la formación de la colonia de Queensland mediante la firma de la Letters Patent de la reina Victoria en 1859.

### Gobierno local
El gobierno local es el mecanismo por el cual las localidades o pueblos y ciudades pueden administrar sus propios asuntos en la medida permitida por la ley de Gobierno Local de 1993-2007 (Local Government Act 1993–2007). Queensland se divide en 77 áreas del gobierno local (Local Government Areas, LGA) que pueden denominarse ciudades (cities), pueblos (towns), comarcas (shires) o regiones (regions).
Cada área tiene un consejo que es responsable de proporcionar una gama de servicios públicos y obtiene sus ingresos tanto de las taxas como de los cargos a los contribuyentes residentes, y de las subvenciones y subsidios de los gobiernos estatales y de la Commonwealth.

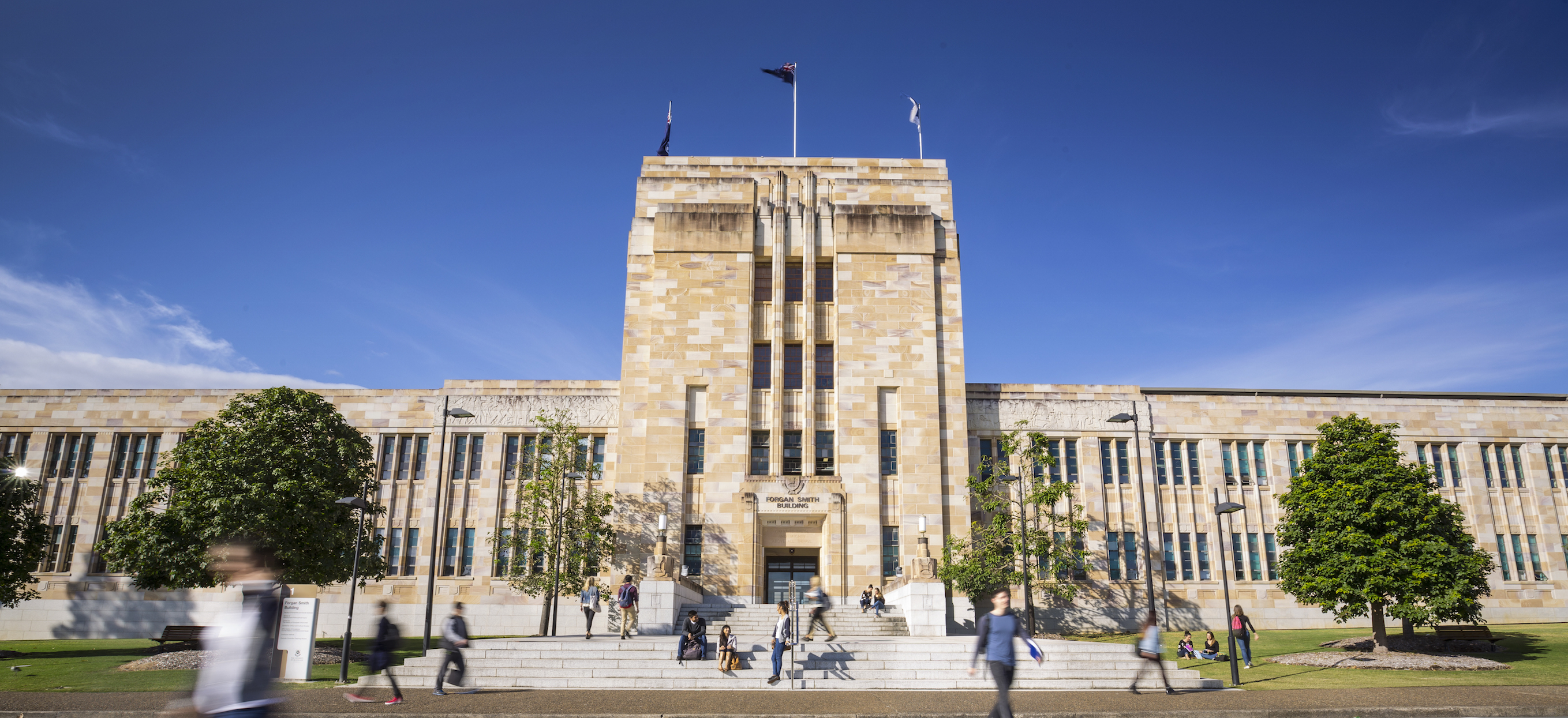
Universidad de Queensland

## Educación
Queensland alberga numerosas universidades. La universidad más antigua del estado, la Universidad de Queensland, se fundó en 1909 y con frecuencia se encuentra entre las 50 mejores del mundo.
Otras universidades importantes son la Universidad Tecnológica de Queensland, la Universidad Griffith, la Universidad del Sur de Queensland, la Universidad de la Costa del Sol, la Universidad James Cook (la primera universidad del estado fuera del sureste de Queensland), la Universidad Central de Queensland y la Universidad Bond (la primera universidad privada de Australia). La educación internacional es un sector importante, con 134.312 estudiantes internacionales matriculados en el estado en 2018, principalmente en Brisbane. La mayoría de los estudiantes internacionales del estado provienen de Asia.
En los niveles de primaria y secundaria, Queensland alberga numerosas escuelas públicas y privadas. Queensland cuenta con un sistema de bibliotecas públicas gestionado por la Biblioteca Estatal de Queensland. Algunas bibliotecas universitarias también están abiertas al público.

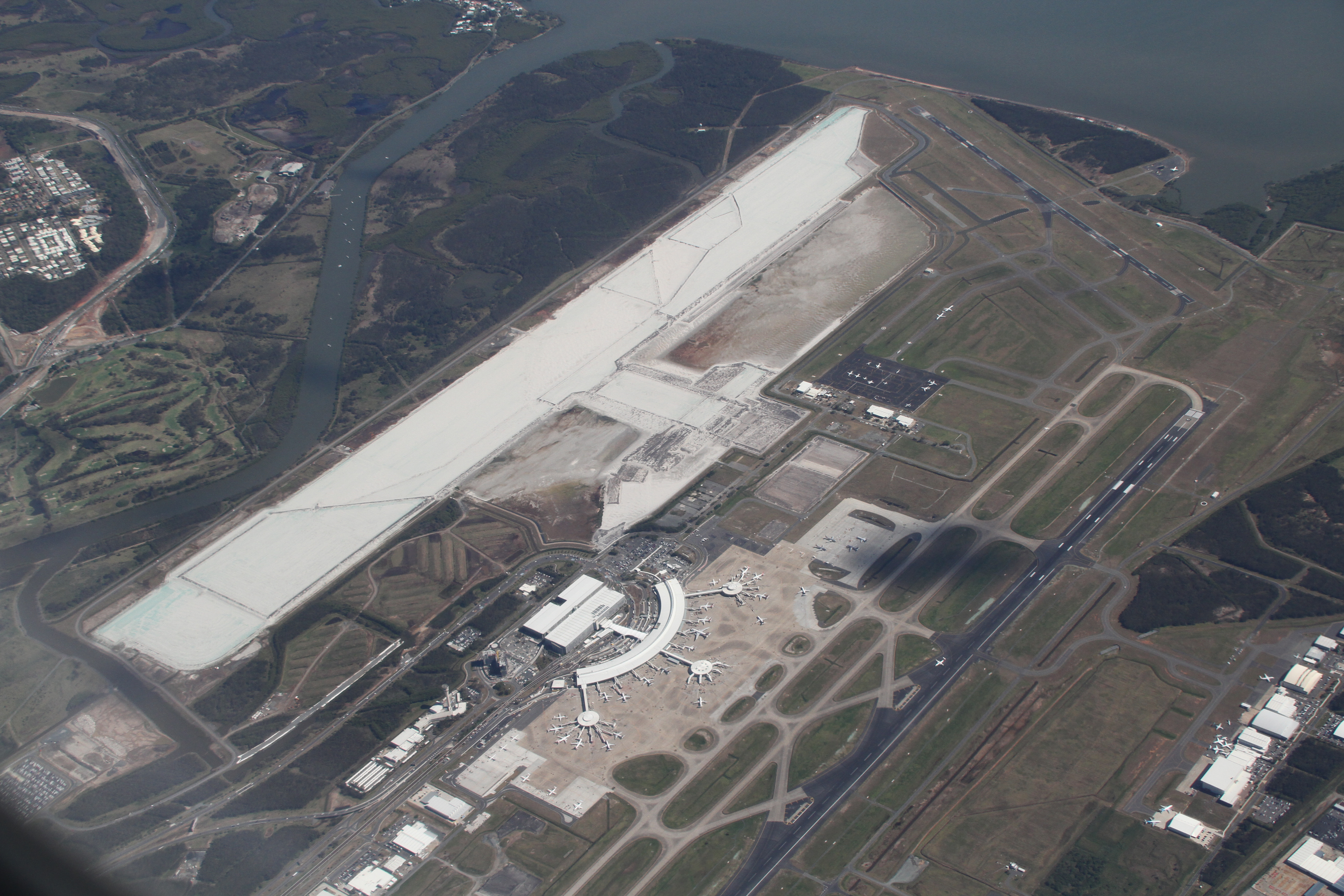
Aeropuerto de Brisbane

## Transporte
Queensland cuenta con varias Carreteras Nacionales y, especialmente en el sureste de Queensland, con una red de autopistas como la M1. El Departamento de Transporte y Carreteras Principales supervisa el desarrollo y la operación de las carreteras principales y el transporte público, incluyendo taxis y aviación local.
Los principales servicios ferroviarios son proporcionados por Queensland Rail, principalmente entre los principales centros al este de la Gran Cordillera Divisoria. Los servicios ferroviarios de carga en Queensland han sido proporcionados principalmente por Aurizon y Pacific National, con servicios intermodales interestatales proporcionados por Pacific National y SCT Logistics. Entre los principales puertos marítimos se incluyen el Puerto de Brisbane, el tercero con mayor tráfico de Australia en términos de valor de mercancías, así como los de Gladstone, Townsville y Bundaberg. Existen importantes instalaciones de exportación de carbón en Hay Point, Gladstone y Abbot Point. Las principales instalaciones de exportación de azúcar se encuentran en Lucinda y Mackay.

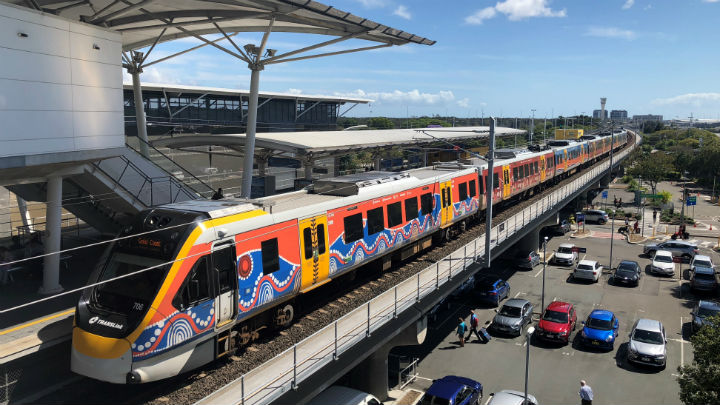
Tren Aéreo hacia la Costa de Oro

El Aeropuerto de Brisbane es la principal puerta de entrada internacional y nacional del estado y el tercero con mayor tráfico de Australia. Otros aeropuertos internacionales son el Aeropuerto de Gold Coast, el Aeropuerto Internacional de Cairns y el Aeropuerto de Townsville. Los aeropuertos regionales con vuelos nacionales programados incluyen el Aeropuerto Toowoomba Wellcamp, el Aeropuerto de la Gran Barrera de Coral, el Aeropuerto de Hervey Bay, el Aeropuerto de Bundaberg, el Aeropuerto de Mackay, el Aeropuerto de Mount Isa, el Aeropuerto de Proserpine/Costa Whitsunday, el Aeropuerto de Rockhampton y el Aeropuerto de Sunshine Coast.
El sureste de Queensland cuenta con un sistema integrado de transporte público operado por Translink, que ofrece servicios de autobús, tren, tren ligero y los servicios de ferry de Brisbane a través de Queensland Rail y operadores contratados. La región está dividida en siete zonas tarifarias que se extienden desde el distrito comercial central de Brisbane, que constituye el eje central del sistema. 

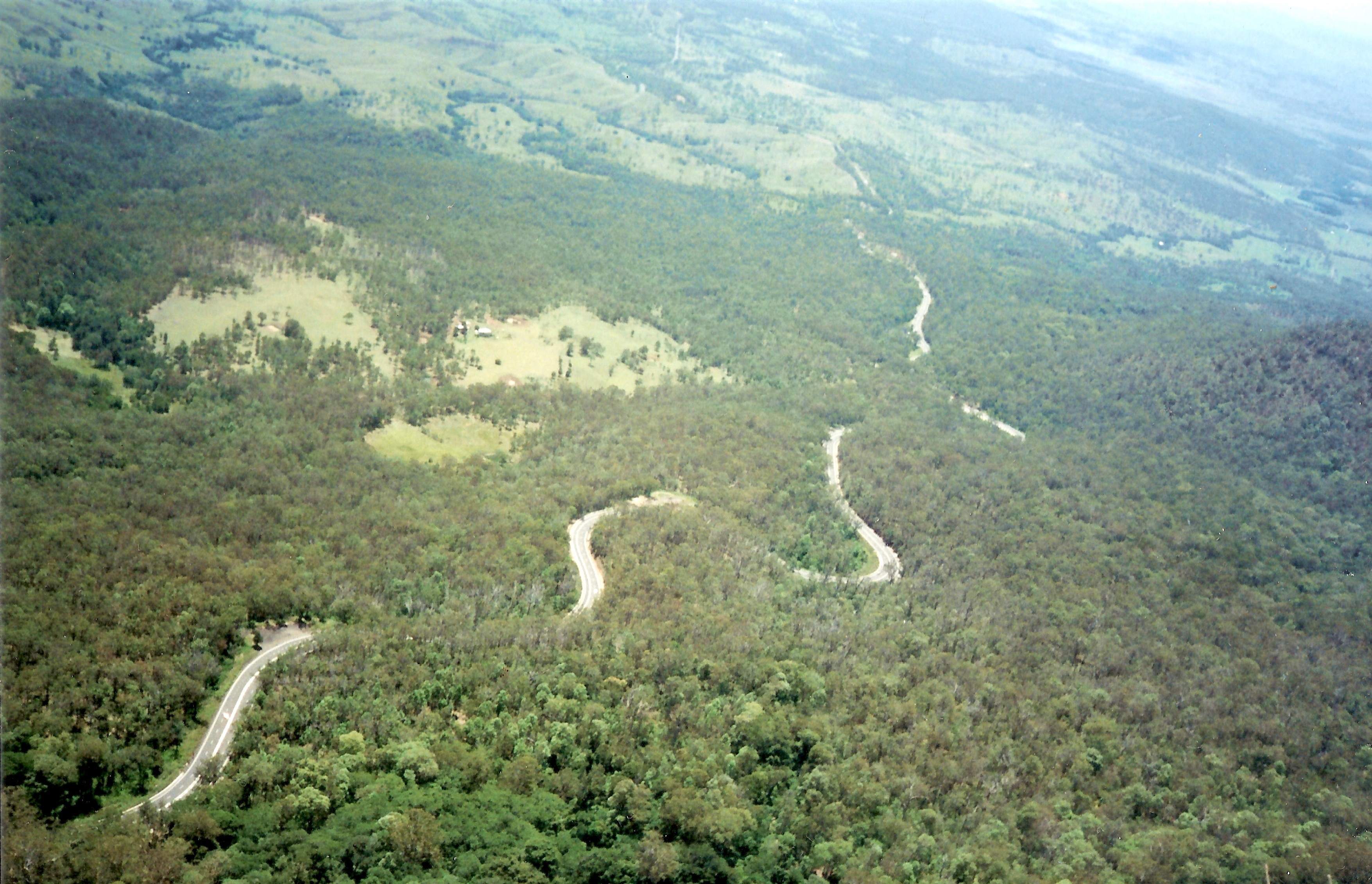
La Autopista Cunningham desde el Monte Mitchell

La red Queensland Rail City consta de 152 estaciones de tren a lo largo de 13 líneas ferroviarias suburbanas y en toda la región, principalmente dentro del área metropolitana de Brisbane. También existe una extensa red de autobuses, que incluye la extensa red de autobuses de tránsito rápido de Brisbane, la red de vías de autobús de Brisbane. Los servicios de ferry más populares de Brisbane incluyen los servicios CityCat, Cross River y CityHopper, que cuentan con muelles exclusivos a lo largo del río Brisbane. G:link, la única red de tren ligero de Queensland, opera en Gold Coast.
El nuevo Queensland Cross River Rail es una red de metro que se encuentra actualmente en desarrollo en Brisbane y forma parte de la infraestructura para preparar la ciudad para los Juegos Olímpicos de 2032.

## Deporte
El estado de Queensland está representado en todas las competiciones deportivas nacionales de Australia y también es sede de numerosos eventos deportivos nacionales e internacionales. Los deportes de equipo más populares de invierno y verano son el rugby league y el críquet, respectivamente.

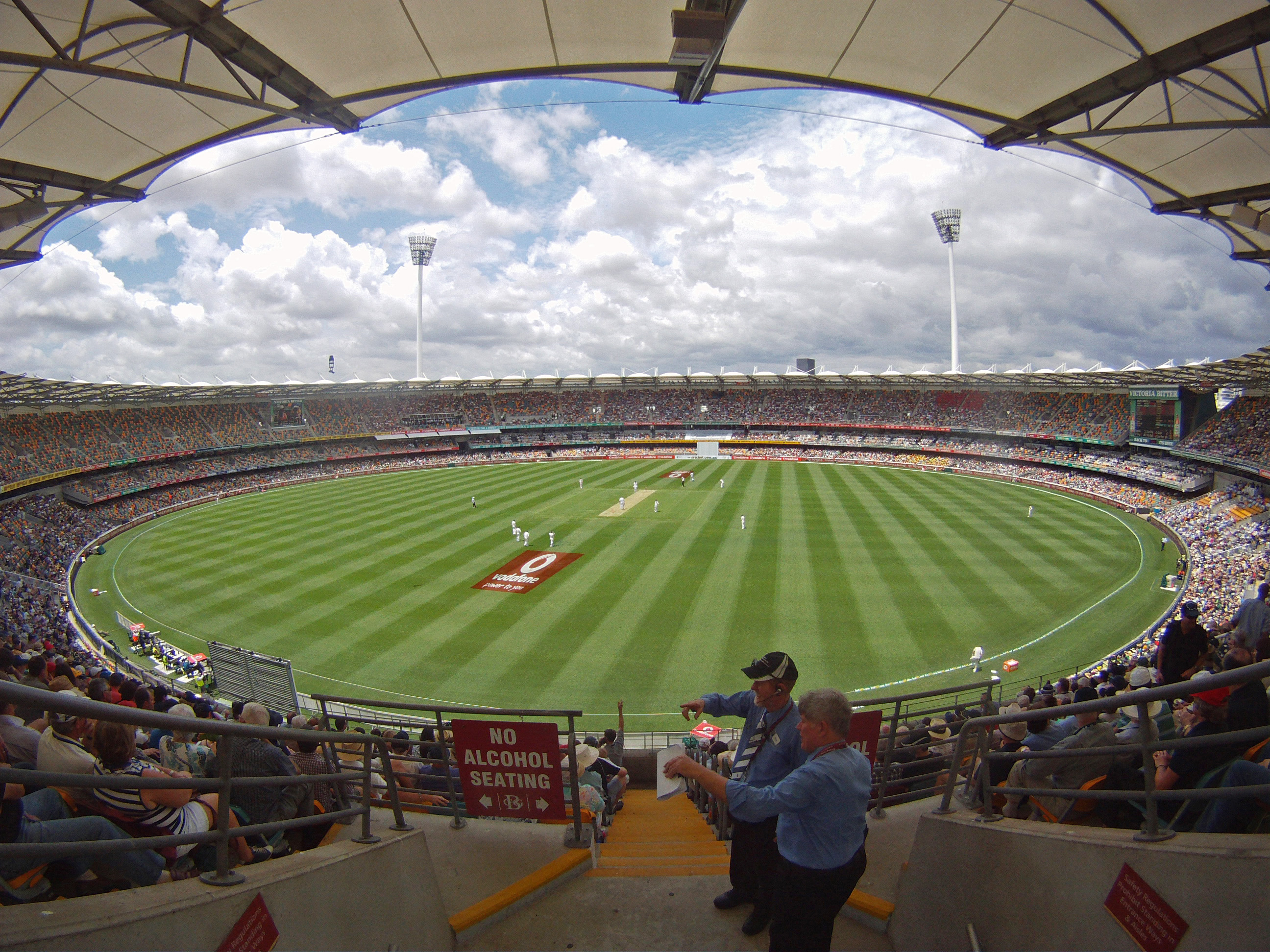
El estadio Brisbane Cricket Ground

En la Liga Nacional de Rugby (National Rugby League), los Brisbane Broncos, los North Queensland Cowboys, los Dolphins y los Gold Coast Titans tienen su sede en el estado. La serie anual State of Origin de la liga de rugby es un evento importante en el calendario deportivo de Queensland, con los Queensland Maroons representando al estado.
En críquet, los Queensland Bulls representan al estado en el Sheffield Shield y la Ryobi One Day Cup, mientras que los Brisbane Heat compiten en la Big Bash League.
Queensland también es la sede de los Brisbane Lions y los Gold Coast Suns en la Liga Australiana de Fútbol (fútbol australiano), y del Brisbane Roar FC en la A-League (fútbol). En netball, los Queensland Firebirds se mantuvieron invictos en la temporada 2011 y ganaron la Gran Final. Otros equipos deportivos son los Brisbane Bullets y los Cairns Taipans, que compiten en la Liga Nacional de Baloncesto.
El estado está representado por los Queensland Reds en el Super Rugby (rugby union).

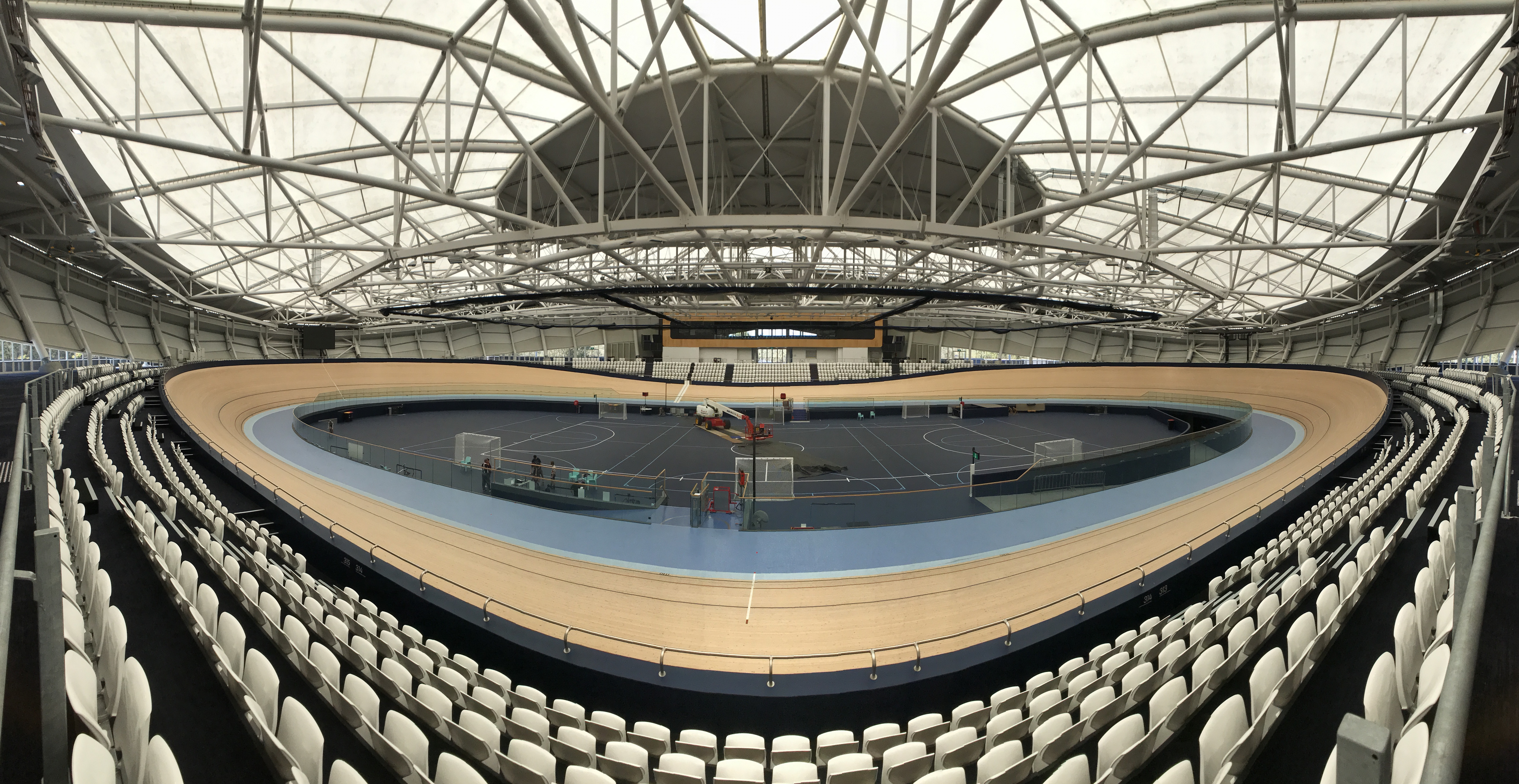
Velódromo Anna Meares

La natación también es un deporte popular en Queensland, con muchos miembros del equipo australiano y medallistas internacionales provenientes del estado.
Brisbane será la sede de los Juegos Olímpicos de Verano de 2032, lo que marca la tercera vez que Australia alberga los Juegos Olímpicos, después de Melbourne 1956 y Sídney 2000. Los principales eventos deportivos recurrentes que se celebran en Queensland incluyen: el Gold Coast 600 (deporte de motor; desde 1994), el Gold Coast Marathon (atletismo; desde 1979), el NRL All Stars Game (liga de rugby; desde 2010), el Townsville 400 (deporte de motor; desde 2009), el Quicksilver Pro y el Roxy Pro (surf) y el Campeonato Australiano de la PGA (golf; desde 2000).

## Cultura

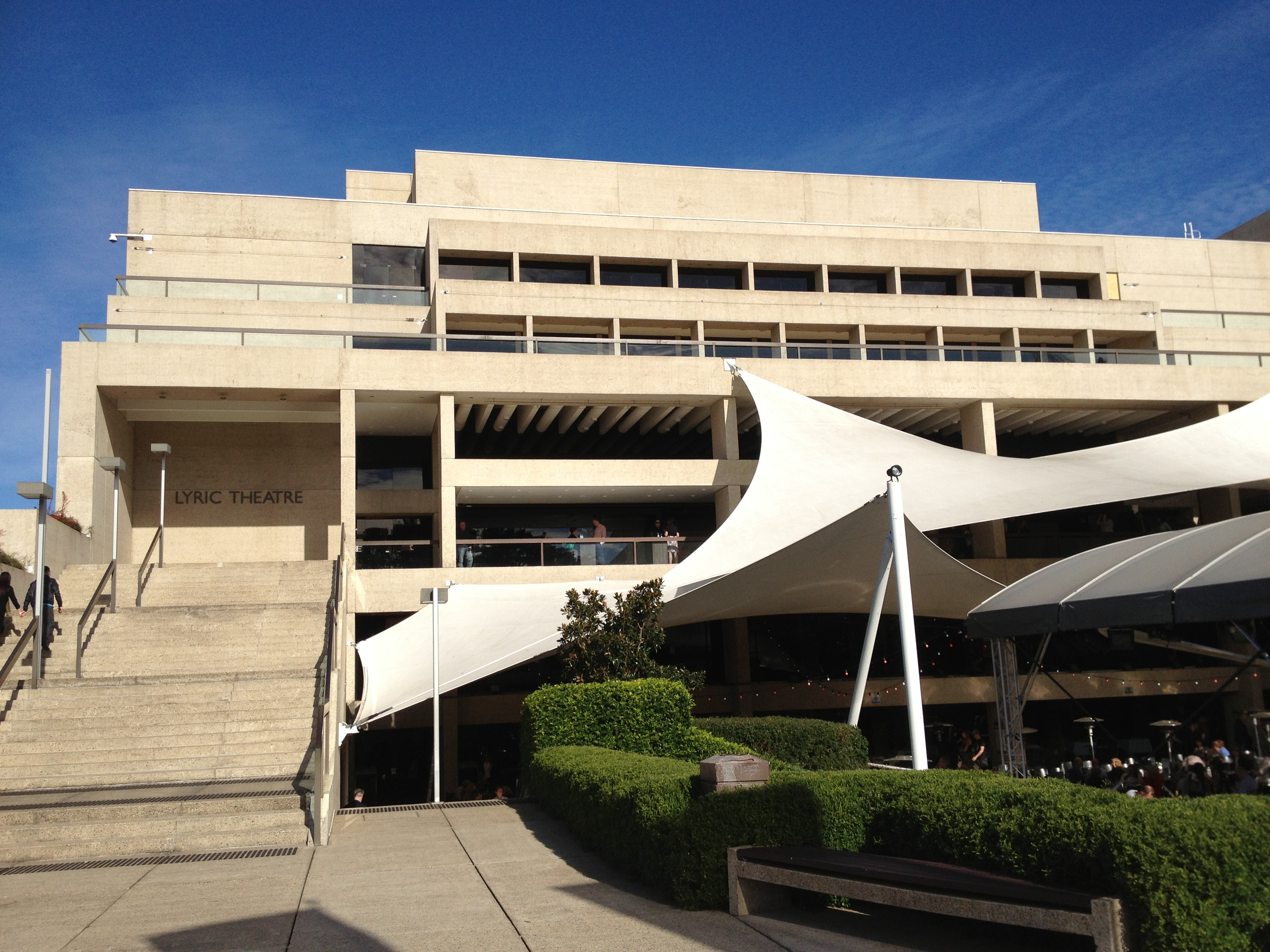
Teatro Lírico de Queensland

Queensland alberga importantes galerías de arte, como la Galería de Arte de Queensland y la Galería de Arte Moderno de Queensland, así como instituciones culturales como el Ballet de Queensland (Queensland Ballet), la Ópera de Queensland (Opera Queensland), la Compañía de Teatro de Queensland y la Orquesta Sinfónica de Queensland, todas con sede en el Centro Cultural de Queensland en Brisbane. El estado es cuna de músicos como los Bee Gees, los Go-Betweens, las Veronicas, los Saints, Savage Garden y Sheppard, así como de escritores como David Malouf, Nick Earls y Li Cunxin.
Entre los principales eventos culturales anuales se incluyen la Exposición Real de Queensland (Royal Queensland Exhibition o conocida localmente como Ekka), una exposición agrícola que se celebra cada agosto en el recinto ferial de Brisbane, y el Festival de Brisbane (Brisbane Festival), que incluye uno de los espectáculos pirotécnicos anuales más grandes del país, llamado «Riverfire», y que se celebra cada septiembre.

### Símbolos y emblemas

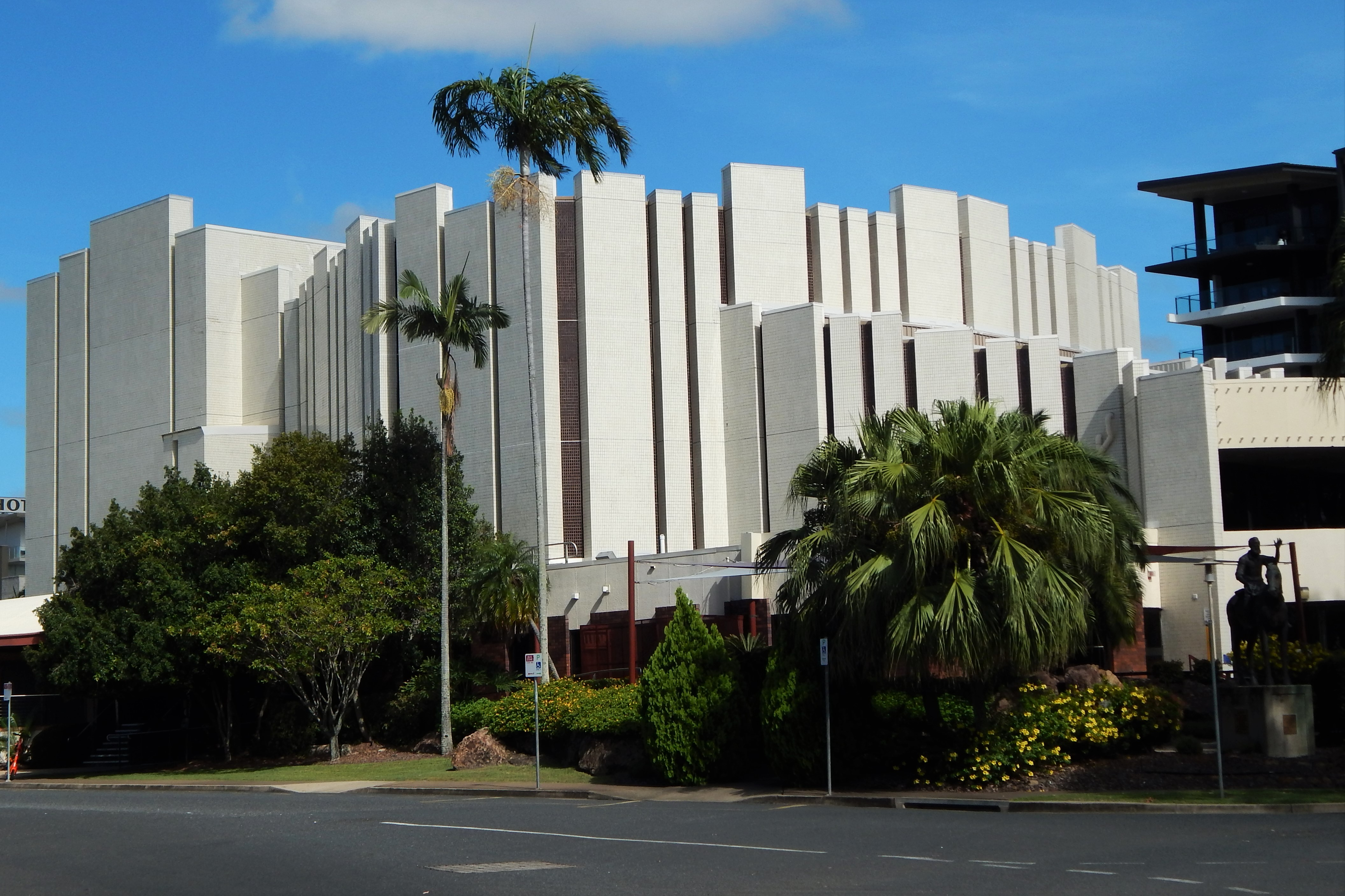
El Teatro Pilbeam

La reina Victoria otorgó el escudo de armas de Queensland a la Colonia de Queensland en 1893, lo que lo convierte en las armas estatales más antiguas de Australia. Representa las industrias principales de Queensland en el siglo XIX con una gavilla de trigo, los jefes de un toro y un carnero, y una columna de oro que se eleva de un montón de cuarzo. Dos tallos de caña de azúcar que rodean la insignia estatal en la parte superior, y debajo está el lema del estado de Queensland, Audax en Fidelis, que significa "audaz pero fiel". En 1977, la reina Isabel II otorgó a los animales de apoyo, el Brolga y el ciervo rojo.
En noviembre de 2003, Maroon se llamó oficialmente el color estatal de Queensland, después de muchos años de asociación con los equipos deportivos de Queensland. En 2025, la marca del gobierno de Queensland cambió a azul, sin un impacto en el color del estado oficial.
El Koala fue llamado oficialmente el animal o faunal, emblema de Queensland en 1971 después de que una encuesta de periódicos mostró un fuerte apoyo público. El gobierno de Queensland introdujo la encuesta debido a una propuesta de ministros de turismo estatales para que todos los estados adopten un emblema faunal. En enero de 1986, el Brolga se anunció como el emblema oficial de ave de Queensland, después de muchos años en el escudo de armas.
La orquídea de Cooktown se hizo conocida como el emblema floral de Queensland en 1959, durante las celebraciones para marcar el centenario del estado,  y el pez anémone de arrecife de barrera fue nombrado oficialmente como el emblema acuático de Queensland en marzo de 2005. 
El zafiro fue nombrado la gema estatal oficial para Queensland en agosto de 1985.

### Día de Queensland
El Día de Queensland se celebra oficialmente el 6 de junio como el cumpleaños del estado australiano de Queensland.
Las iniciativas para convertirse en estado comenzaron con una reunión pública en 1851 para considerar la separación de Queensland de la Colonia de Nueva Gales del Sur. A medida que el impulso por la separación cobraba fuerza, se le pidió a la Reina Victoria que considerara el establecimiento de una colonia separada con sede en Moreton Bay. La Reina dio su aprobación y firmó las Cartas Patentes el 6 de junio de 1859. El mismo día, un Decreto en Consejo otorgó a Queensland su propia Constitución. Queensland se convirtió en una colonia autónoma con su propio Gobernador, un Consejo Legislativo designado y una Asamblea Legislativa elegida.
Ahora, el 6 de junio es celebrado por los habitantes de Queensland como el día en que se estableció la nueva colonia de Queensland.
Con la palabra "Separation" pintada en su casco, el barco Clarence navegó hacia Brisbane el 10 de julio de 1859, para ser recibido por una multitud jubilosa que esperaba ansiosamente la noticia de la separación. El Clarence fue recibido con un saludo de 14 cañonazos, una exhibición de "luces azules" y fuegos artificiales.
El 20 de julio, se informó a Queensland que Sir George Bowen sería el primer Gobernador del Estado. Las celebraciones se reanudaron con fuegos artificiales, disparos de cañón, izado de banderas y el sonido de disparos.
El 10 de diciembre de 1859, el Gobernador Bowen llegó a Brisbane para una recepción cívica en los Jardines Botánicos. Marcó oficialmente la histórica ocasión de la Separación leyendo una proclamación desde la galería del Decanato de la Catedral de San Juan o St. John's.
La canción "The Sunshine State", del prolífico compositor de Queensland Clyde Collins, fue escrita para el centenario de Queensland en 1959. Todavía es interpretada regularmente por bandas y coros, especialmente en el Día de Queensland. El compositor, armonicista y clarinetista Horrie Dargie (1917–1999) grabó la canción en 1959 con el famoso Quinteto de Horrie Dargie. El concierto de despedida del quinteto en el Ayuntamiento de Sídney antes de su gira por Inglaterra (1952) se convirtió en el primer Disco de Oro de Australia, vendiendo 75.000 copias.
Desde 2001, los Premios a los Grandes de Queensland se otorgan como parte de las celebraciones del Día de Queensland. Estos premios reconocen a los habitantes de Queensland destacados por su dedicación de toda una vida y su contribución al desarrollo del estado y su papel en el fortalecimiento y la formación de la comunidad. Se agregó una categoría póstuma en 2015 y, a partir de 2016, se reconoce anualmente a una institución.

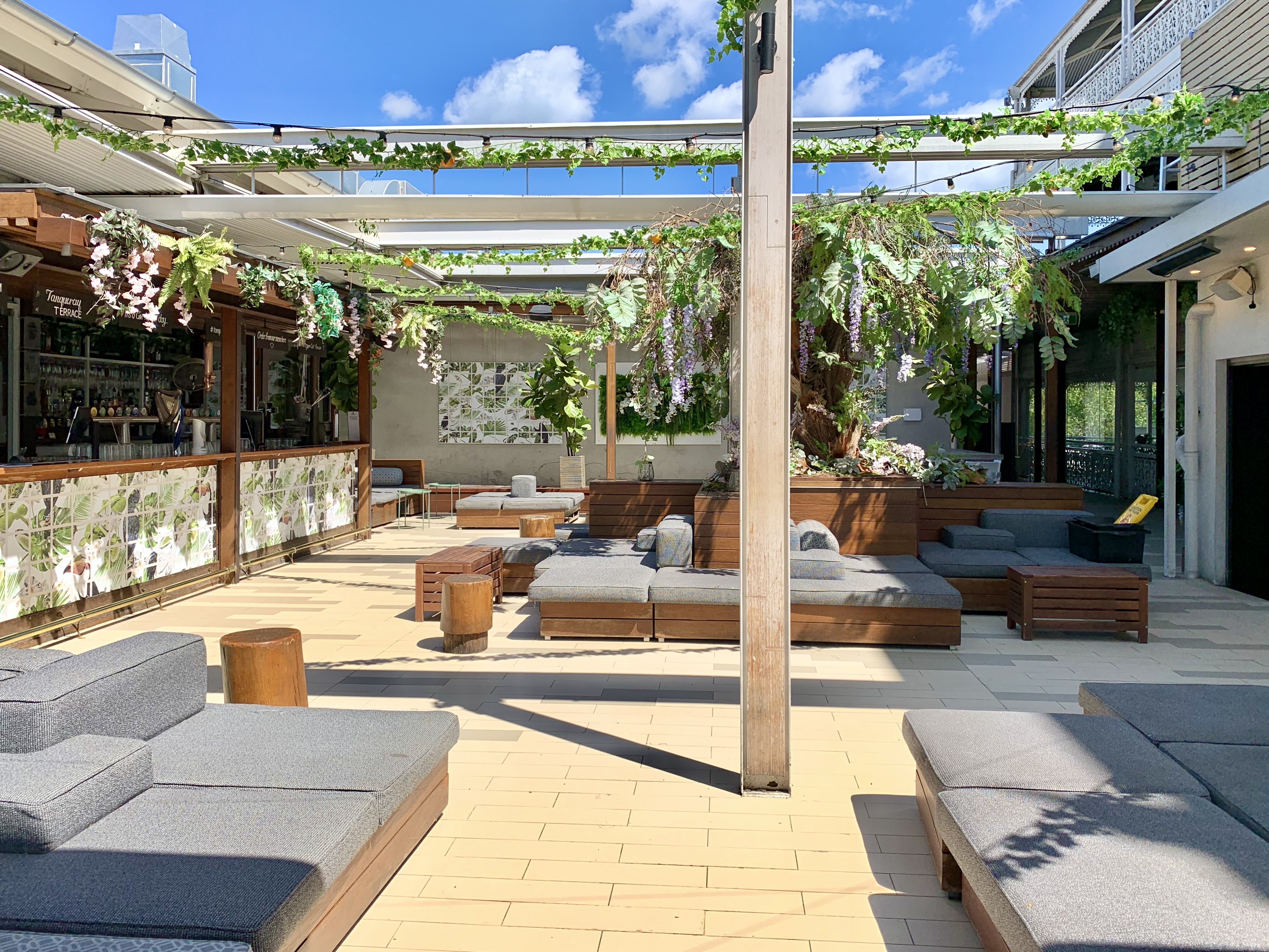
Muchos locales sirven comida al aire libre en Brisbane

### Gastronomía
La gastronomía de Queensland se deriva de la cocina australiana tradicional, así como de muchas cocinas de origen internacional, con influencias importantes de la cocina asiática, europea y estadounidense que reflejan la diversidad étnica de la región, aunque el territorio y en particular Brisbane está representada por una amplia gama de otras cocinas étnicas.
La escena culinaria de Queensland se describe a menudo como más informal, con énfasis en las comidas al aire libre. La cultura de los cafés es muy importante, y el brunch al estilo australiano es especialmente común. Los bares en azoteas son también un establecimiento emblemático de la región, al igual que su escena de comida callejera, con food trucks y bares pop-up muy comunes.
La gastronomía de Queensland se caracteriza a menudo por su carácter informal y al aire libre
El area cuenta con más de 6000 restaurantes y establecimientos gastronómicos, en los que destaca la comida al aire libre. Las langostas de Moreton Bay, menos conocidas como langostas de cabeza plana, son un ingrediente que lleva el nombre de la región de Brisbane y que suele aparecer en la gastronomía regional.

## Hermanamientos
El gobierno de Queensland tiene acuerdos bilaterales de hermanamiento con los gobiernos siguientes:
- Java Central, Indonesia
- Gyeonggi, Corea del Sur
- Prefectura de Saitama, Japón
- Shanghái, China
- Carolina del Sur, Estados Unidos

## Lugares
- Centro IndigiScapes